# Берлін
Берлі́н (нім. Berlin, МФА: [bɛɐ̯ˈliːn] ( прослухати)) — столиця Федеративної Республіки Німеччина, окрема федеральна земля. Населення — 3,89 млн осіб, найбільше місто країни, найбільше місто ЄС.
Неодноразово був головним містом німецьких державних утворень, зокрема Бранденбурзьке маркграфство, Прусського королівства, Німецької імперії, Східної Німеччини. З часу возз'єднання Німеччини в 1990 році — загальнонімецька столиця. Важливий політичний, інформаційний, культурний та науковий центр Європи. Великий транспортний вузол, одне з найвідвідуваніших міст континенту.
Численні університети, дослідницькі лабораторії, театри й музеї заслужили міжнародне визнання. Місто — важливий осередок діячів мистецтва з усього світу.

## Географія
Координати Берлінської ратуші — 52° 31′ 6″ півн. ш., 13° 24′ 30″ сх. д. Місто простягнулося зі сходу на захід приблизно на 45 км, із півночі на південь — на 38 км. Місто займає площу 892 км². Берлін і знаходиться на сході країни приблизно за 70 км на захід від кордону з Польщею і оточений федеральною землею Бранденбург.
Ландшафт Берліна сформувався під час останнього льодовикового періоду. 20 000 років тому землі міста були покриті шаром Скандинавського материкового льоду завтовшки 100 метрів. Під час розтавання льодовика 18 000 років тому сформувалися улоговини його стоку, що визначили річкову систему Берліна.

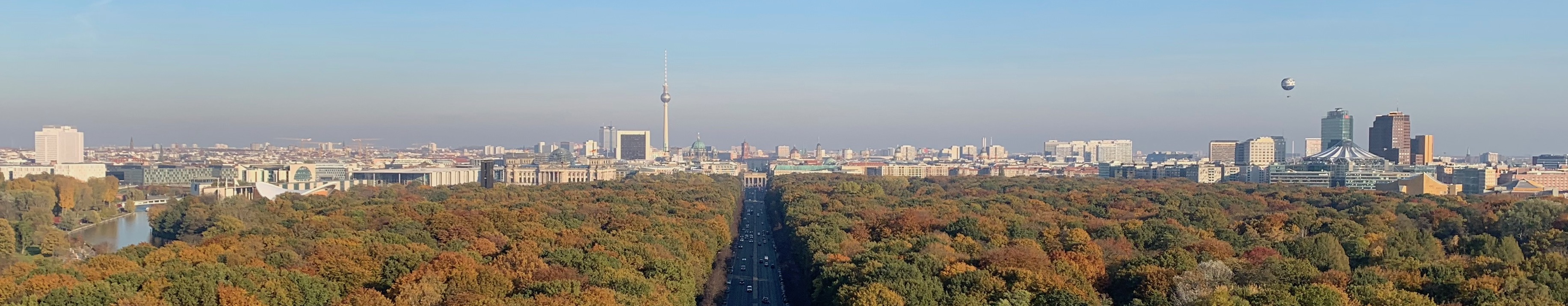
Панорама Берліна

Історичний центр міста лежить у найтоншому місці того льодовикового стоку, що перетворився на річку Шпрее, яка тече зі сходу на захід. У західному районі Шпандау вона впадає до Гафелю, що протікає в північно-південному напрямку. Розширення річища Гафеля утворюють Тегельське озеро та озеро Ванзее.

### Прилеглі міста й громади
Берлін зусібіч оточений федеральною землею Бранденбург і межує з її вісьмома районами і одним «містом окружного значення» (нім. kreisfreie Stadt), із 7 містами та 20 сільськими громадами (за Сонцем, починаючи з північного сходу):
- Район Барнім (нім. Barnim): Wandlitz, Panketal, Ahrensfelde
- Район Меркіш-Одерлянд (нім. Märkisch-Oderland): Hoppegarten, Neuenhagen bei Berlin
- Район Одер-Шпрее (нім. Oder-Spree): Schöneiche bei Berlin, Woltersdorf, Erkner (місто), Gosen-Neu Zittau
- Район Даме-Шпреевальд (нім. Dahme-Spreewald): Königs Wusterhausen (місто), Zeuthen, Eichwalde, Schulzendorf, Schönefeld
- Район Тельтов-Флемінг (нім. Teltow-Fläming): Бланкенфельде-Малов, Гросберен
- Район Потсдам-Міттельмарк (нім. Potsdam-Mittelmark): Teltow (місто), Kleinmachnow, Stahnsdorf
- Місто Потсдам (нім. Potsdam)
- Район Гафельланд (нім. Havelland): Dallgow-Döberitz, Falkensee (місто), Schönwalde-Glien
- Район Обергафель (нім. Oberhavel): Hennigsdorf (місто), Hohen Neuendorf (місто), Mühlenbecker Land, Glienicke/Nordbahn

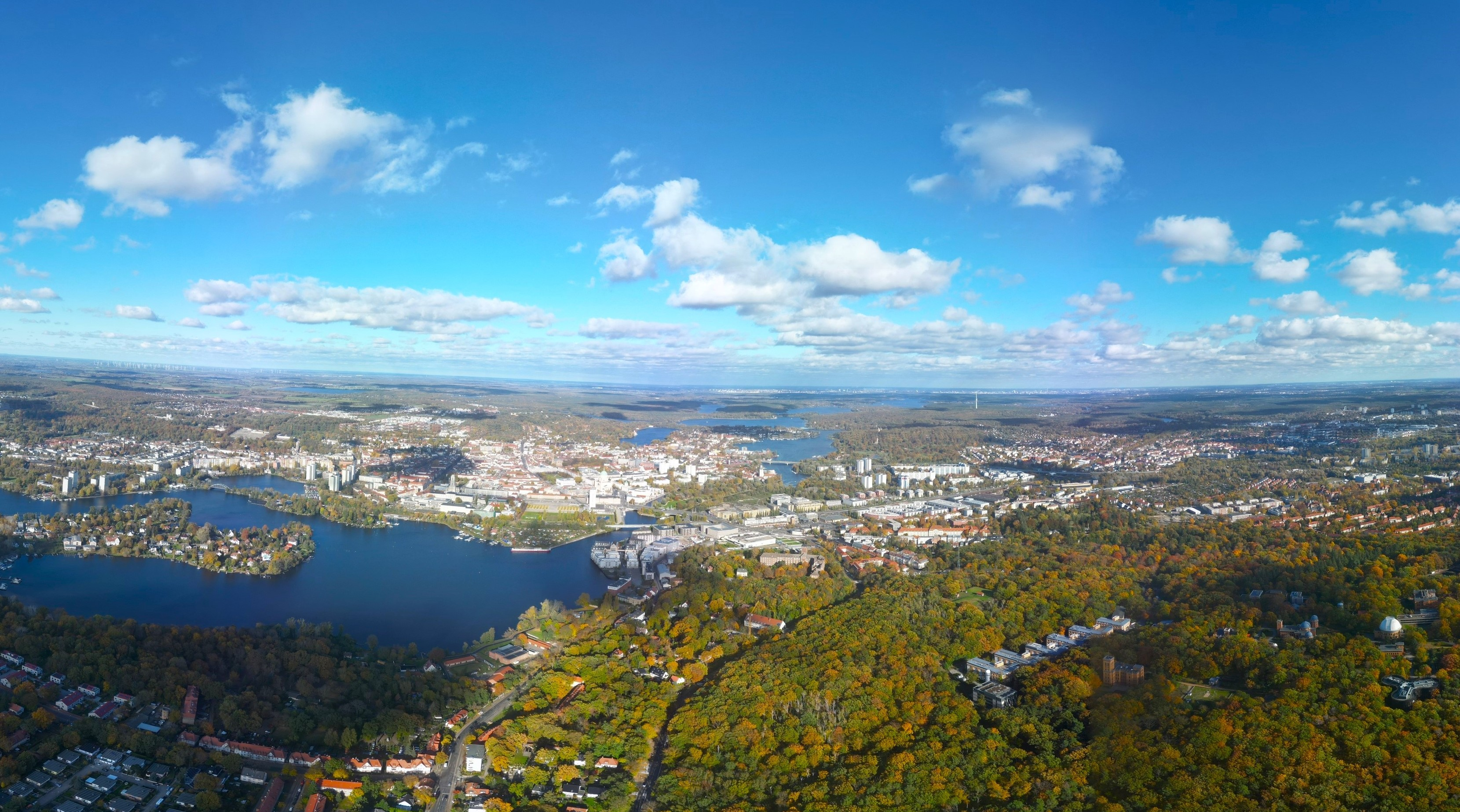
Гафель у передмісті Берліна

### Клімат
Місто розміщене в помірному кліматичному поясі. Середньорічна температура дорівнює 8,9 °C, а середньорічна кількість опадів — 581 мм. Найтеплішими місяцями є липень і серпень, коли середня температура сягає 18,5 і 17,7 °C відповідно. У січні й лютому в Берліні найхолодніше, у середньому в першому місяці року −0,6 і −0,3 °C в другому. Найдужче дощить у червні, коли випадає 70 мм, найменше — у травні, 31 мм опадів.
| Клімат Берліна                          | Клімат Берліна | Клімат Берліна | Клімат Берліна | Клімат Берліна | Клімат Берліна | Клімат Берліна | Клімат Берліна | Клімат Берліна | Клімат Берліна | Клімат Берліна | Клімат Берліна | Клімат Берліна | Клімат Берліна |
| Показник                                | Січ.           | Лют.           | Бер.           | Квіт.          | Трав.          | Черв.          | Лип.           | Серп.          | Вер.           | Жовт.          | Лист.          | Груд.          | Рік            |
| Абсолютний максимум, °C                 | 15,2           | 18,6           | 25,1           | 30,9           | 33,2           | 35,0           | 37,2           | 37,7           | 34,2           | 27,5           | 19,5           | 15,7           | 37,7           |
| Середній максимум, °C                   | 2,9            | 4,2            | 8,5            | 13,2           | 18,9           | 21,6           | 23,7           | 23,6           | 18,8           | 13,4           | 7,1            | 4,4            | 13,4           |
| Середня температура, °C                 | 0,6            | 1,0            | 4,7            | 8,3            | 13,9           | 16,8           | 18,8           | 18,6           | 14,6           | 9,6            | 4,9            | 2,0            | 9,5            |
| Середній мінімум, °C                    | −1,9           | −1,5           | 1,3            | 4,2            | 9,0            | 12,3           | 14,3           | 14,1           | 10,6           | 6,4            | 2,2            | −0,4           | 5,7            |
| Абсолютний мінімум, °C                  | −21            | −26            | −16,5          | −6,7           | −2,9           | 0,8            | 5,4            | 4,7            | −0,5           | −9,6           | −16,1          | −20,2          | −26            |
| Норма опадів, мм                        | 42             | 33             | 41             | 37             | 54             | 69             | 56             | 58             | 45             | 37             | 44             | 55             | 515            |
| --------------------------------------- | -------------- | -------------- | -------------- | -------------- | -------------- | -------------- | -------------- | -------------- | -------------- | -------------- | -------------- | -------------- | -------------- |
| Джерело: World Weather, Погода и Климат |                |                |                |                |                |                |                |                |                |                |                |                |                |

## Адміністрація

### Палата депутатів Берліна

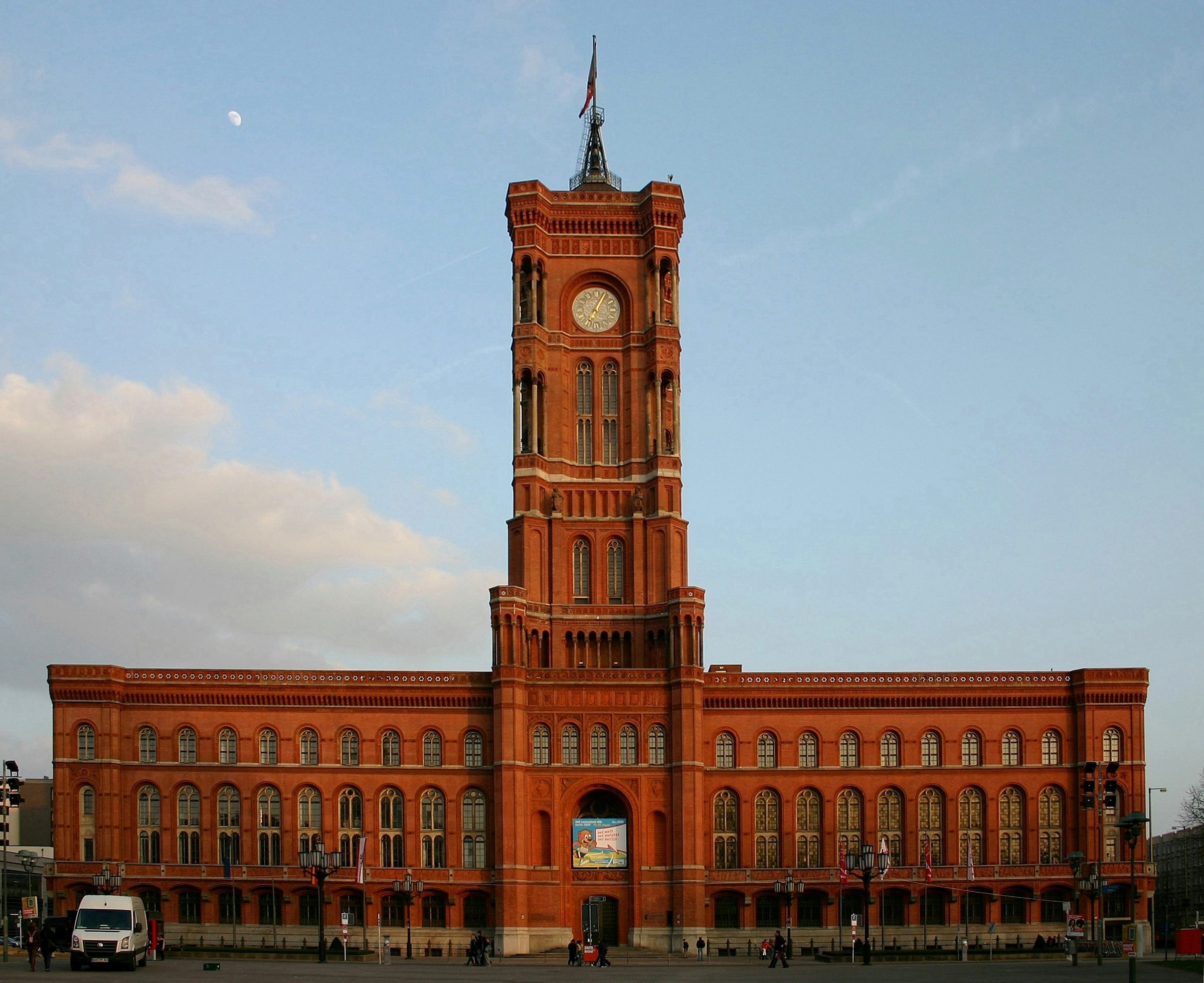
Червона ратуша

Розподіл місць у Палаті депутатів Берліна за результатами виборів 12 лютого 2023 року — уряд очолює коаліція СДПН, Лівих і Зелених.

Розподіл 159 місць: 

### Адміністративний поділ міста

Дванадцять районів міста

Зараз Берлін поділяється на 12 районів, що поділяються на дрібніші дільниці — «квартали» (нім. Ortsteile), загалом таких кварталів 95. Ці квартали ніяк не впливають на адміністративний поділ, проте мають велике значення в повсякденному житті, бо прив'язані до історичних районів міста. Раніше їх у Західному Берліні було 12, а в Східному — 11. За реформою адміністративного поділу від 10 червня 1998 до 1 січня 2001 кількість районів скоротилася від 23 до сучасних 12.
| №  | Район                      | Населення 30.06.2016 | Площа, км² |
| -- | -------------------------- | -------------------- | ---------- |
| 1  | Мітте                      | 368 122              | 39,47      |
| 2  | Фрідріхсгайн-Кройцберг     | 281 096              | 20,16      |
| 3  | Панков                     | 394 816              | 103,01     |
| 4  | Шарлоттенбург-Вільмерсдорф | 334 351              | 64,72      |
| 5  | Шпандау                    | 238 278              | 91,91      |
| 6  | Штегліц-Целендорф          | 302 535              | 102,50     |
| 7  | Темпельгоф-Шенеберг        | 345 024              | 53,09      |
| 8  | Нойкельн                   | 328 045              | 44,93      |
| 9  | Трептов-Кепенік            | 257 782              | 168,42     |
| 10 | Марцан-Геллерсдорф         | 261 954              | 61,74      |
| 11 | Ліхтенберг                 | 280 721              | 52,29      |
| 12 | Райнікендорф               | 260 253              | 89,46      |

### Міста-побратими
- 1967  Лос-Анджелес, США
- 1987  Париж, Франція
- 1988  Мадрид, Іспанія
- 1989  Стамбул, Туреччина
- 1991  Варшава, Польща[3]
- 1991  Москва, Росія
- 1991  Будапешт, Угорщина
- 1992  Брюссель, Бельгія
- 1993  Джакарта, Індонезія
- 1993  Ташкент, Узбекистан
- 1993  Мехіко, Мексика
- 1994  Пекін, КНР
- 1994  Токіо, Японія
- 1994  Буенос-Айрес, Аргентина
- 1995  Прага, Чехія
- 2000  Віндгук, Намібія
- 2000  Лондон, Велика Британія
- 2023  Київ, Україна

### Столиця
- Рейхстаг (нім. Bundestag)

Палац Бельвю

- Відомство федерального канцлера Німеччини (нім. Bundeskanzleramt, Бундесканцлерамт)
- Палац Бельвю (нім. Schloss Bellevue)
- Бундесрат (Німеччина)
- Федеральне міністерство закордонних справ Німеччини
- Посольство України в Німеччині

## Історія

### Заснування й середні віки

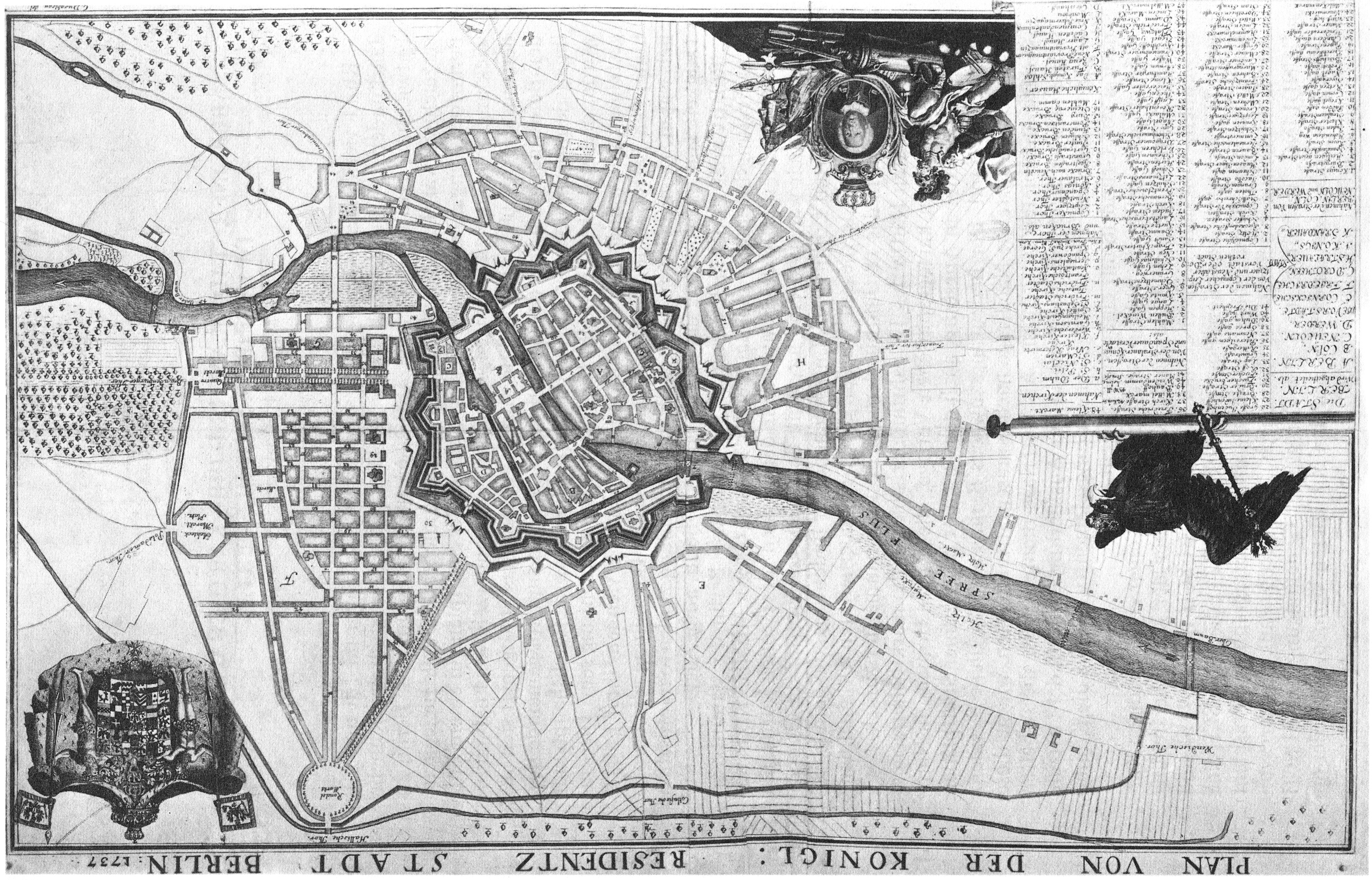
План Берліна, складений Аврамом Гвібертом Дузабльо 1737 року

На місці сучасного Берліна близько 1200 року розміщувалися два торгові парні поселення — Кельн і Берлін. Точна дата надання їм міських прав невідома. Міські права Кельна вперше згадуються в 1237 році, міські права Берліна, який спочатку містився на північному березі річки Шпрее, — в 1244 році. Обидва міста заснували спільну ратушу в 1307.
Назва міста, очевидно, походить з якоїсь західнослов'янської мови: її порівнюють з полабським коренем berl-/birl- («болото, багно»). Але оскільки початкове Ber- звучить близько до нім. Bär («ведмідь»), то ця тварина стала символом Берліна, ведмідь зображений на його гербі.
У 1415 році курфюрст Фридрих I Гогенцоллерн отримав Бранденбурзьке маркграфство і керував ним до 1440 року. Члени династії Гогенцоллернів правили в Берліні до 1918-го, спочатку як маркграфи Бранденбургу, з 1701 року як королі Пруссії й з 1871 року як кайзери Німецької імперії. Містяни не завжди вітали зміни влади. 1448 року в місті повставали проти будівництва замку курфюрстом Фрідріхом II Залізним — так зване «Берлінське обурення» (нім. Berliner Unwillen). Однак цей протест не увінчався успіхом, а мешканців лише позбавили багатьох політичних та економічних свобод. У 1451-му Берлін став резиденцією бранденбурзьких маркграфів, а отже втратив статус вільного міста.

### Ранній Новий час

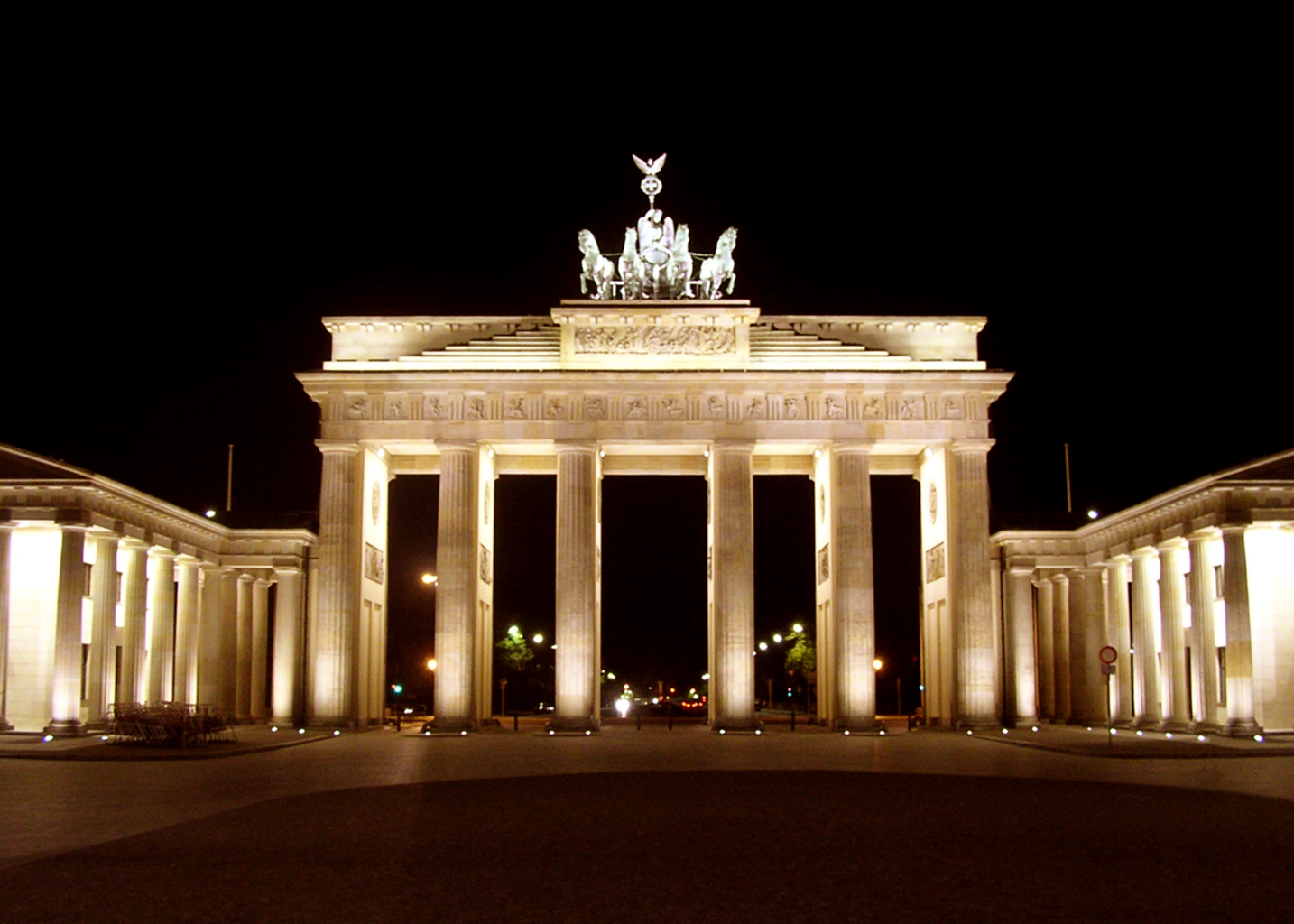
Бранденбурзькі ворота (Brandenburger Tor, 1791)

Тридцятирічна війна 1618—1648 мала для Берліна руйнівні наслідки: третину будівель було пошкоджено, населення зменшилося вдвічі. Фрідріх Вільгельм, знаний як Великий Курфюрст, приймає в 1640 державну справу від свого батька. Він розпочав політику імміграції та релігійної толерантності. У наступному році він заснував такі передмістя Берліна, як Фрідріхсвердер, Доротеенштадт і Фрідріхштадт.
1671 року 50 єврейських родин переселили з Австрії до Берліна. У Потсдамському Едикті 1685 року Фрідріх Вільгельм запросив до Бранденбургу гугенотів. Зголосилося понад 15 тисяч французів, із яких 6 тисяч осіли в Берліні. На 1700 рік французи складали вже 20 відсотків мешканців Берліна, і вони мали значний культурний вплив. Окрім того, чимало переселенців прибуло з Богемії, Польщі, Зальцбургу.

### XVIII— початок XX століття

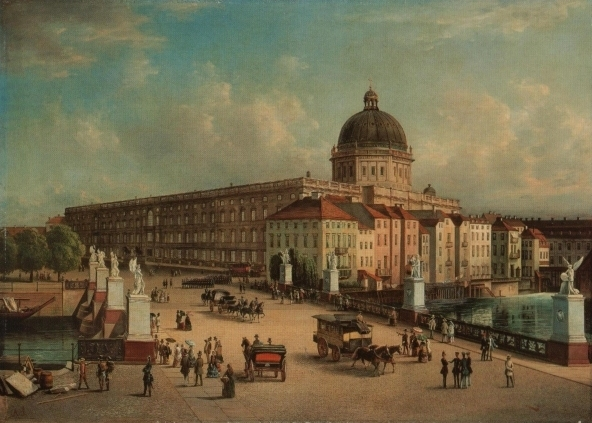
Міський палац (1860 року)

В 1701 році в результаті коронації Фрідріха I Берлін набув статусу столиці Пруссії.
9 жовтня 1760 в ході Семирічної війни (1756—1763 роки) Берлін було захоплено російськими військами, очолюваними графом З. Г. Чернишовим. Росіяни захопили 4,5 тисяч солдат полоненими, численні військові трофеї, зокрема символічні ключі від міста, що досі знаходяться у Санкт-Петербурзі. Після чотирьох днів окупації російські війська однак змушені були відступити через підхід більших сил німців.
У листопаді 1806 року після поразки німецьких військ при Єні й Ауерштеді, Берлін був захоплений наполеонівськими військами. Після поразки Наполеона в Росії, 1813 року Берлін знову було захоплено російськими військами.
В 1871 у Берлін був проголошений столицею новоутвореної Німецької імперії. Після закінчення Першої світової війни у 1918 році в Берліні було проголошено Веймарську республіку. 1920 року прийняли закон про заснування Великого Берліна, що об'єднав кілька передмість, після чого чисельність населення Берліна перевищила 4 мільйони осіб.
В 1933 році з приходом до влади націонал-соціалістів Берлін став столицею Третього Рейху. В 1936 у Берліні пройшли всесвітні літні Олімпійські ігри. Під керівництвом Альберта Шпеєра був розроблений генеральний план забудови Берліна як майбутньої столиці «Тисячолітнього рейху», що не був однак здійсненим через війну.

### Повоєнний час

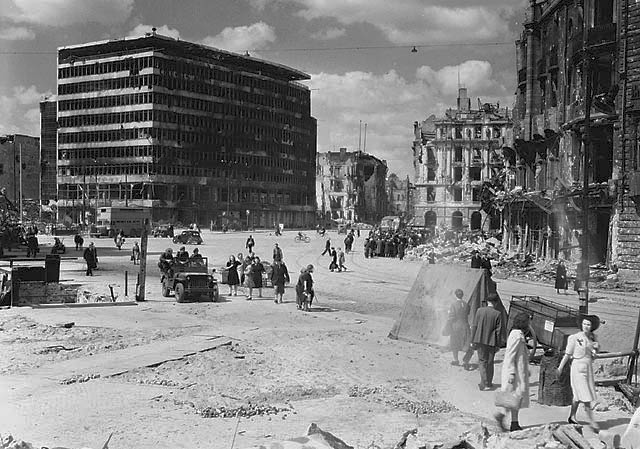
Потсдамська площа в 1945 році

Із наближенням поразки Німеччини у Другій світовій війні 2 травня 1945 Берлін було взято військами Червоної армії. Внаслідок бомбардувань і вуличних боїв місто зазнало значних руйнувань, окупанти вчинили масові зґвалтування жінок. Берлін було розділено на чотири сектори, якими управляли західні союзники (США, Велика Британія і Франція) та Радянський Союз.

Зони окупації Берліна

Протистояння західних союзників і Радянського Союзу призвело до поділу Німеччини на ФРН та НДР, при цьому Східний Берлін став столицею НДР, тоді як ФРН, до складу якої входив і Західний Берлін, розмістила свою столицю в Бонні. 1953 року в Східному Берліні відбувся масовий антиурядовий виступ, придушений радянськими окупаційними військами.
У 1961 році з ініціативи соціалістичної НДР в Берліні було споруджено Берлінський мур, що розділив місто на дві частини. Перехід громадян з однієї території на іншу допускався тільки через прикордонні контрольно-пропускні пункти, тоді як спроби нелегального перетину кордону зі Сходу на Захід каралися ув'язненням, а спроби втечі — розстрілом. Чотиристороння угода 1971 року вивела Західний Берлін зі складу ФРН, а також врегулювала питання транзиту між ФРН і Західним Берліном територією НДР.

### Возз'єднання Німеччини
Лише у листопаді 1989 року уряд НДР зняв заборону на перетин кордону між частинами міста, а після об'єднання Німеччини 1990 року Берлінський мур було знесено. З 1991 року Берлін було затверджено столицею об'єднаної Німеччини.

## Економіка

### Історичний огляд
Економічне значення Берліна зростало одночасно зі зміцненням його ролі як політичного центру Німецької імперії. У минулому він слугував як транзитний пункт на місці схрещення торгових шляхів з Рейнської області та з південних районів до Балтійського моря. У період капіталістичного розвитку Берлін став осередком банківського капіталу (більше ½ банківських активів Німеччини), промисловості і торгівлі, потужних монополістичних німецьких та іноземних об'єднань. Берлін перетворився не тільки на провідний економічний центр Німеччини, але й на один з найбільших промислових центрів світу. Економічний розвиток викликав швидке зростання населення і глибокі зміни в його соціальній структурі. 1939 року в Берліні налічувалося 2,5 млн найманих робітників, на місто припадало 7,2 % усіх зайнятих у німецькій промисловості. Берлін виробляв 8,7 % промислової продукції Німеччини (за вартістю).

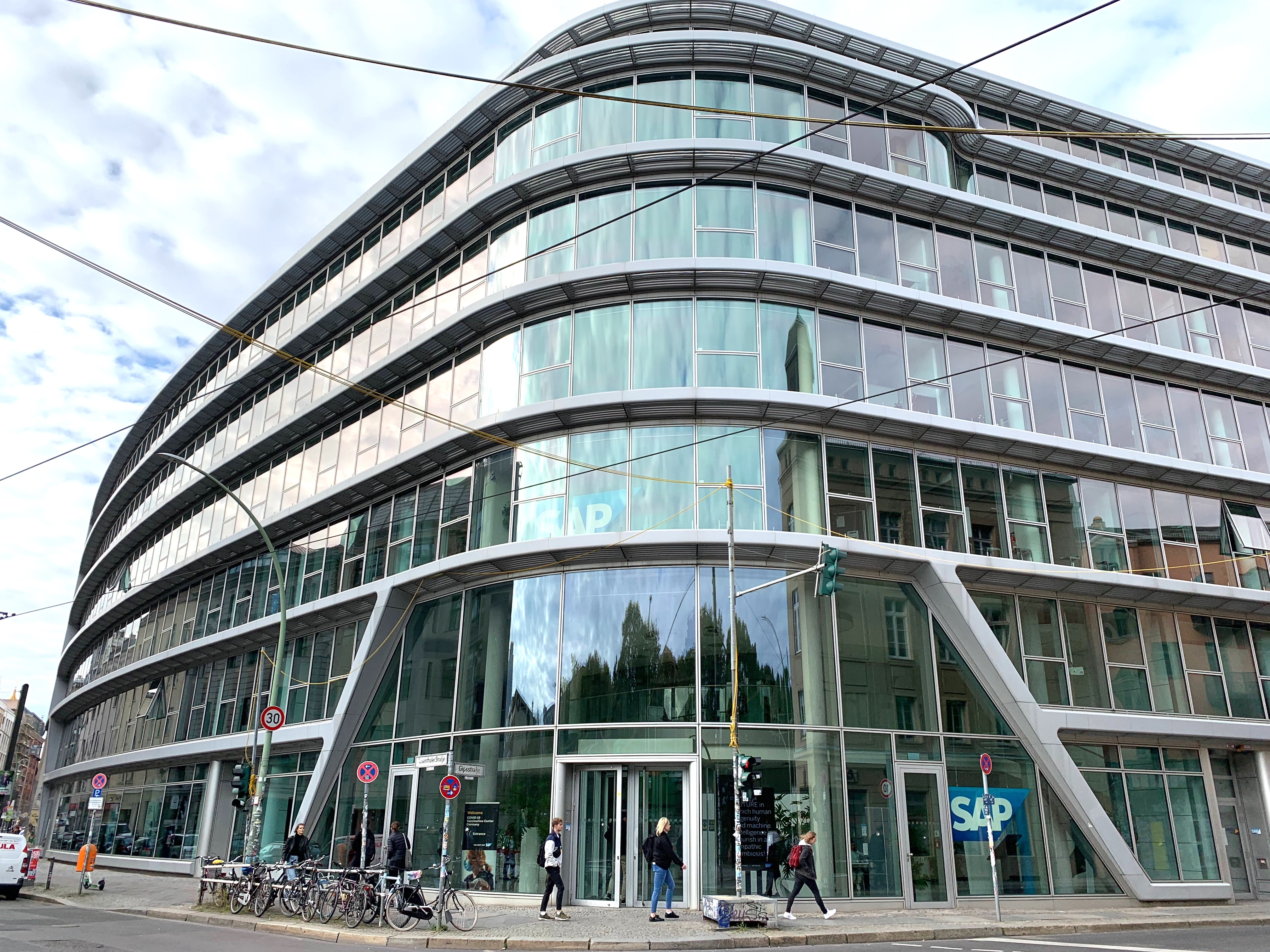
SAP SE
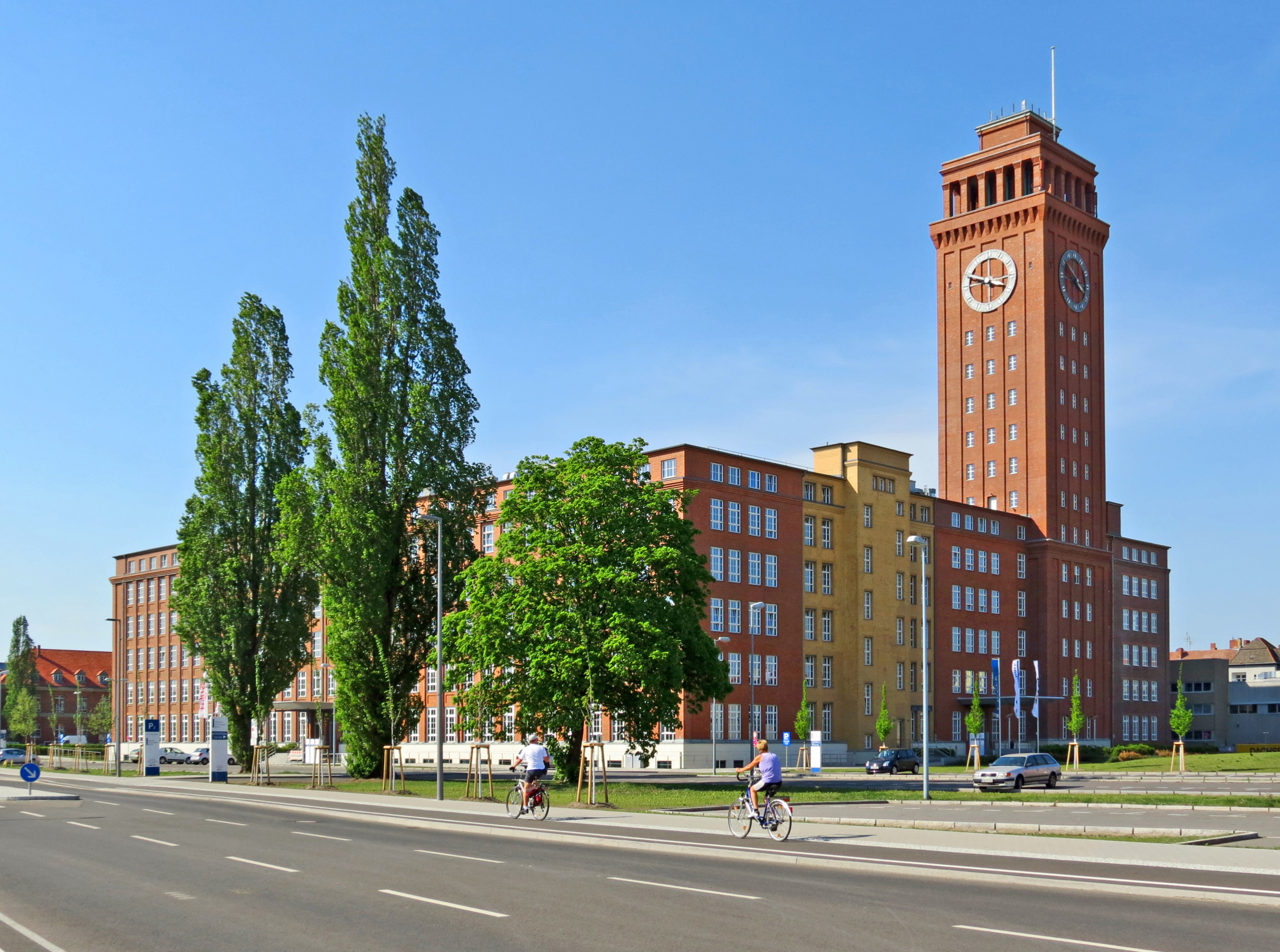
Siemens в Берліні
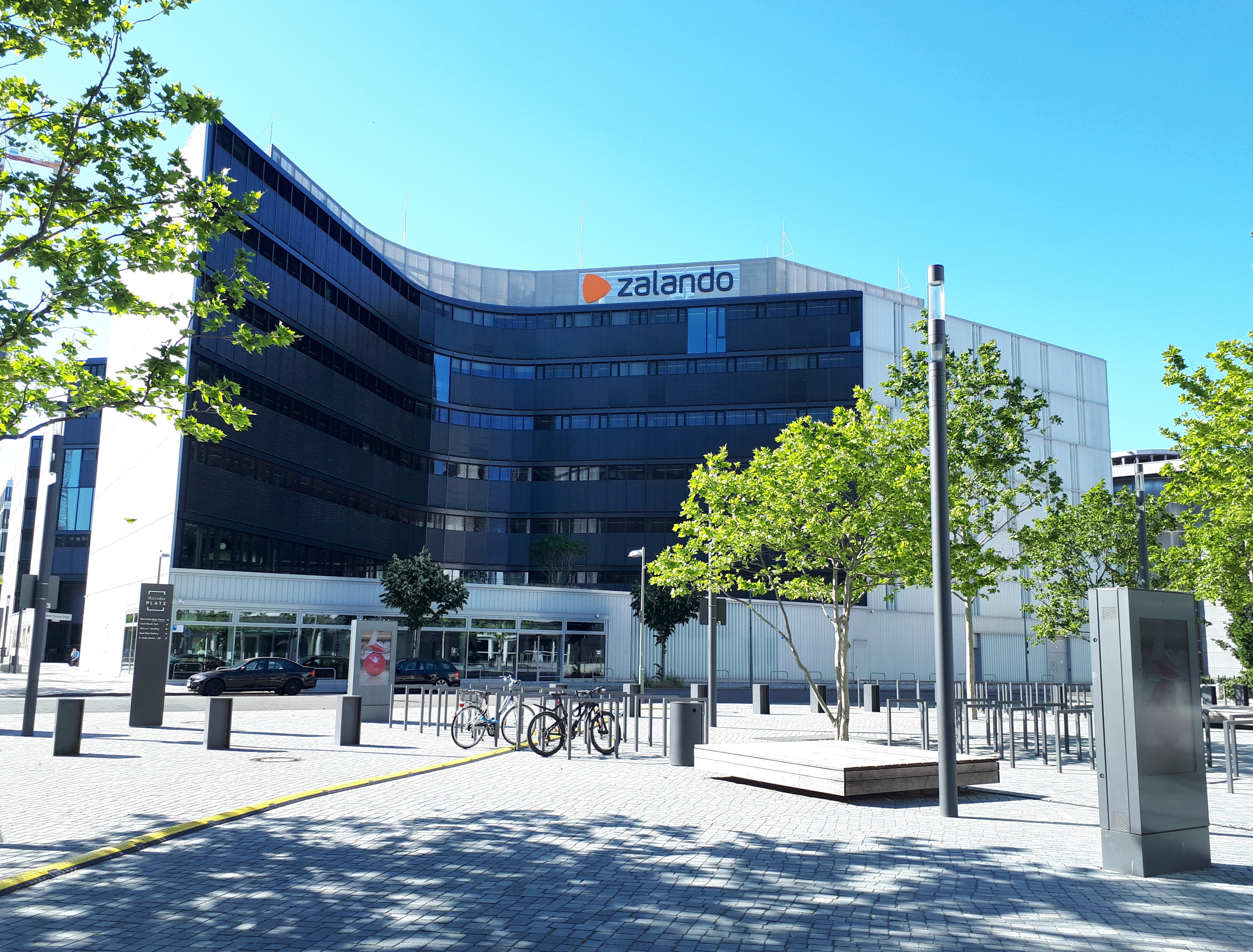
Zalando
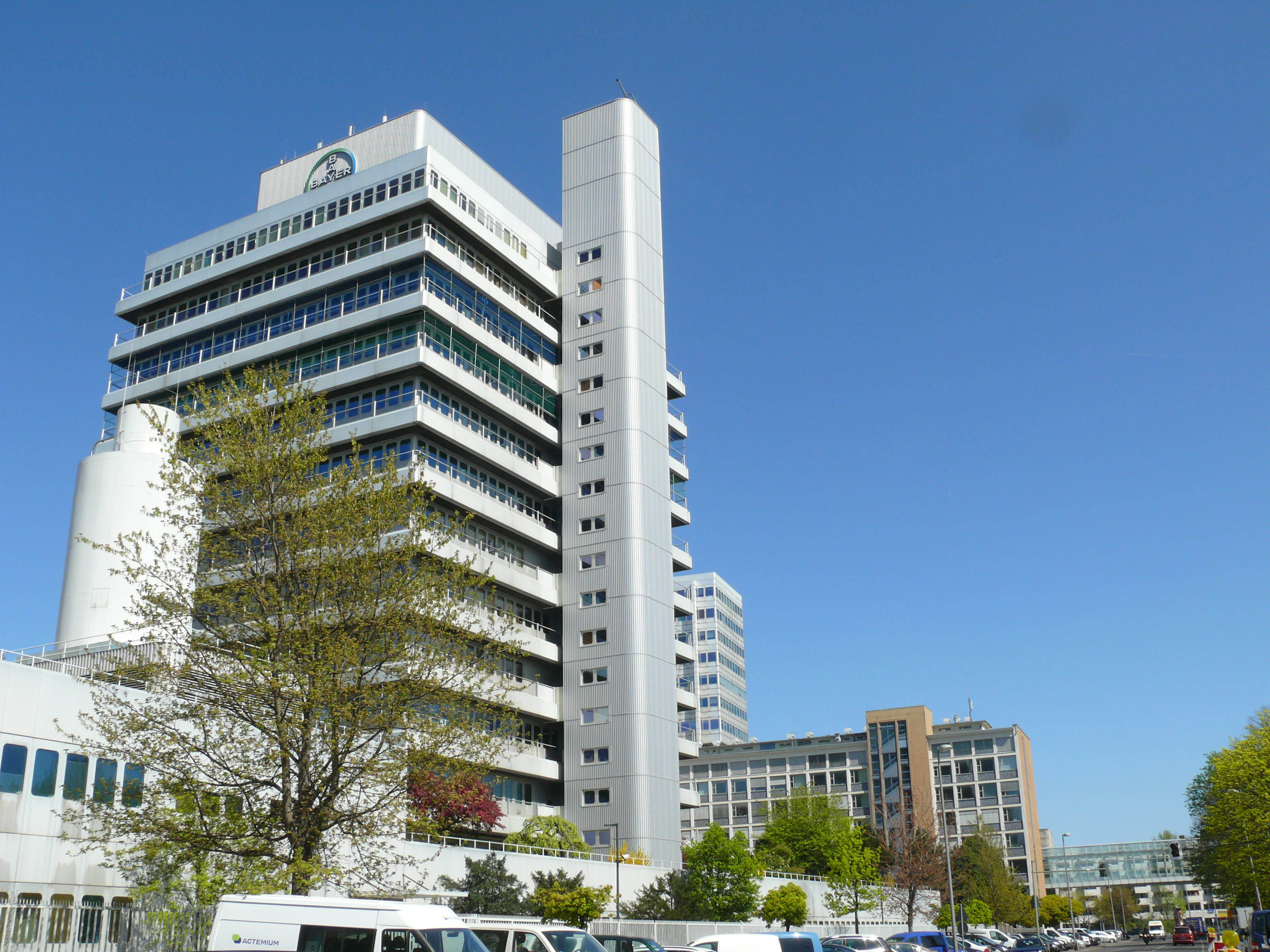
Штаб-квартира фармацевтичної компанії «Bayer Pharmaceuticals»

Чільними галузями промисловості були: електротехнічна індустрія, машинобудування, металообробка, поліграфія, швейна і харчова промисловість. Великою низкою підприємств було представлено металообробку; в Берліні зосередилася половина електротехнічної промисловості Німеччини (найбільші підприємства: AEG, Siemens, Osram, Telefunken та інші), значна частина машинобудування (зокрема, чверть верстатобудування країни — BORSIG, локомотивобудування — Berliner Maschinenbau), а також оптико-механічної промисловості, швейної промисловості, поліграфічної та видавничої справи країни.
Після завершення Другої світової війни промисловість Берліна втратила близько 1/4 своїх виробничих потужностей, виведена з ладу значна частина транспорту і енергетичного господарства. Житловий фонд центрального Берліна і його культурні установи зруйновані більш ніж на 3/4.

### Сучасність

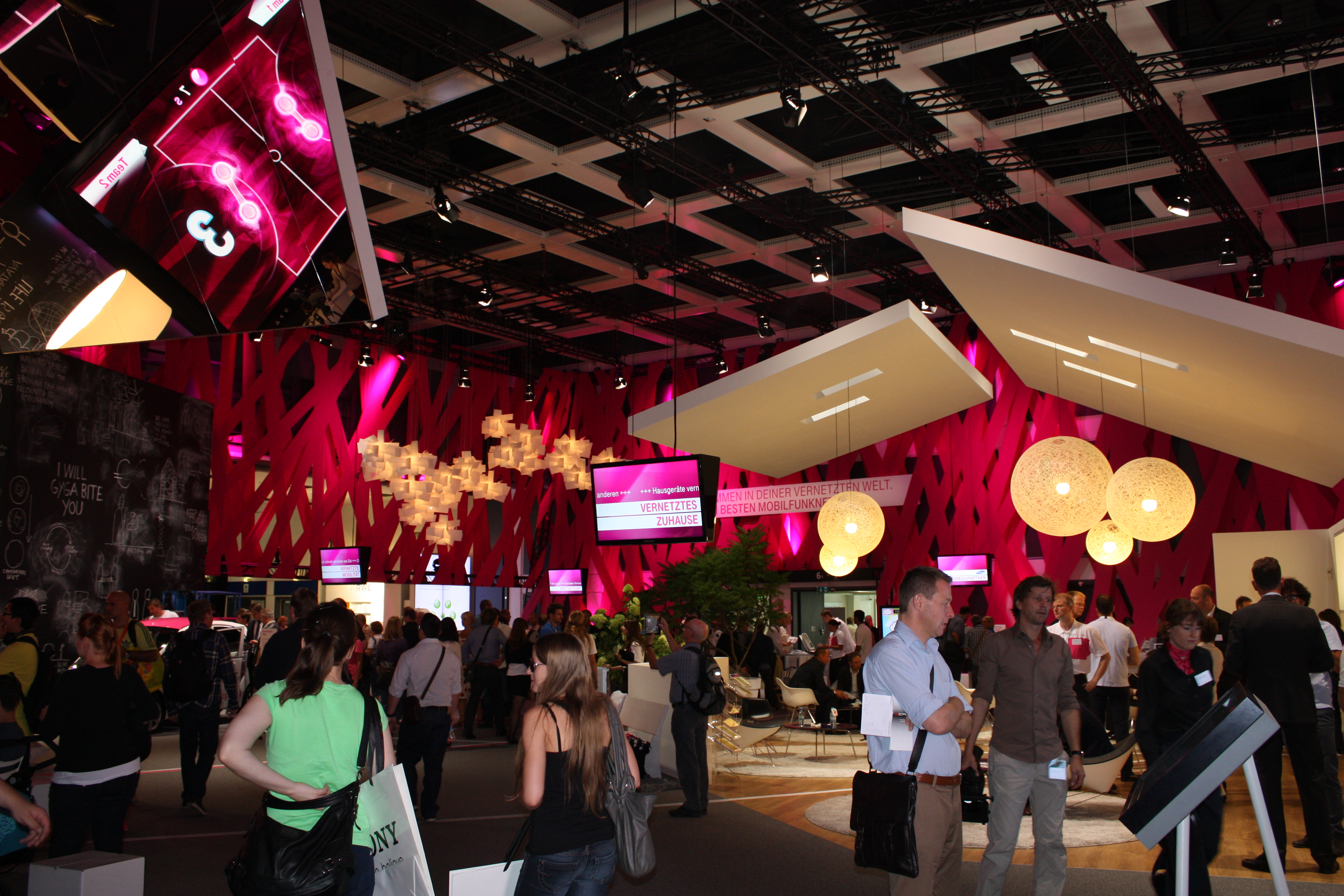
Берлінська міжнародна радіовиставка (IFA)

Берлін — великий економічний і фінансовий центр не тільки Німеччини, але й всього ЄС. Розвинена головним чином радіоелектронна промисловість, машинобудування, транспортне будівництво, місто є важливим центром торгівлі, місцем проведення міжнародних торгових ярмарків, виставок. Серед так званих секторів росту — творчі галузі й культурна індустрія, зокрема туризм, біотехнології, медичні технології, фармацевтика і засоби масової інформації та комунікаційні технології.
2009 року валовий внутрішній продукт Берліна становив €90,1 млрд. У порівнянні з регіональними ВВП (за паритетом купівельної спроможності) на душу населення в ЄС, Берлін 2016 року мав індекс 118, тоді як індекс Бранденбурга становив 89, а Німеччини загалом — 124. 2018 року ВВП Берліна становив €147 млрд.
| Рік                   | 2010 | 2011 | 2012 | 2013 | 2014 | 2015 | 2016 | 2017 | 2018 |
| --------------------- | ---- | ---- | ---- | ---- | ---- | ---- | ---- | ---- | ---- |
| Рівень безробіття в % | 13,6 | 13,3 | 12,3 | 11,7 | 11,1 | 10,7 | 9,8  | 9,0  | 8,1  |

### Компанії

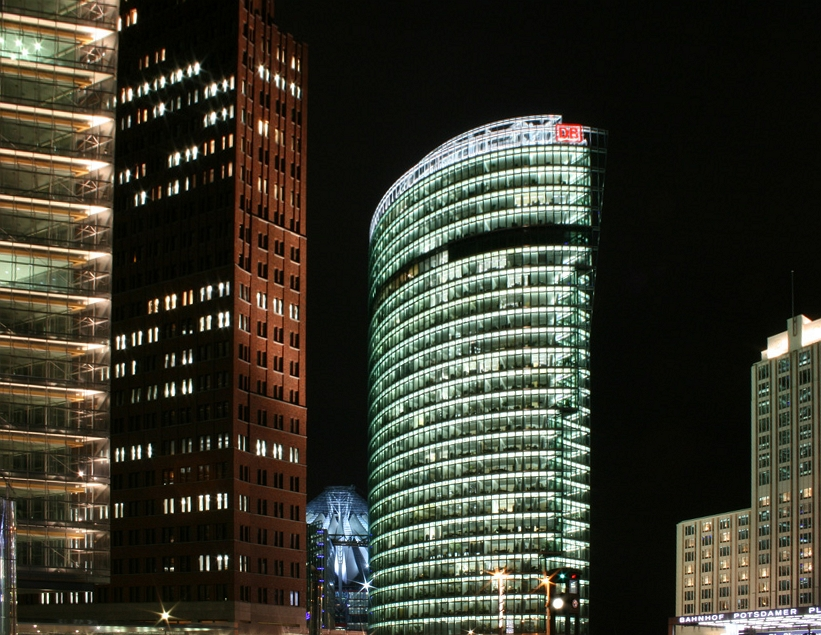
Штаб-квартира залізничної компанії «Deutsche Bahn AG» на Потсдамській площі в районі Берліна Тіргартен

Близько 80 % компаній в Берліні працюють у третинному секторі економіки, тобто секторі послуг. 30 німецький компаній із індексом DAX мають свої штаб-квартири в Берліні, серед них Siemens AG, Deutsche Bahn AG тощо. Десять найбільших компаній у Берліні за кількістю співробітників станом на 2020 року:
1. 20.770 — Deutsche Bahn
2. 17.527 — Charité Universitätsmedizin Berlin (Шаріте)
3. 16.136 — Vivantes
4. 14.589 — Berliner Verkehrsbetriebe (BVG)
5. 11.600 — Siemens (Зіменс)
6. 10.625 — Edeka
7. 10.200 — Mercedes-Benz Group (Група Мерседес-Бенц)
8. 10.000 — Deutsche Post DHL
9. 8.000 — Deutsche Telekom
10. 7.300 — Zalando

## Інфраструктура

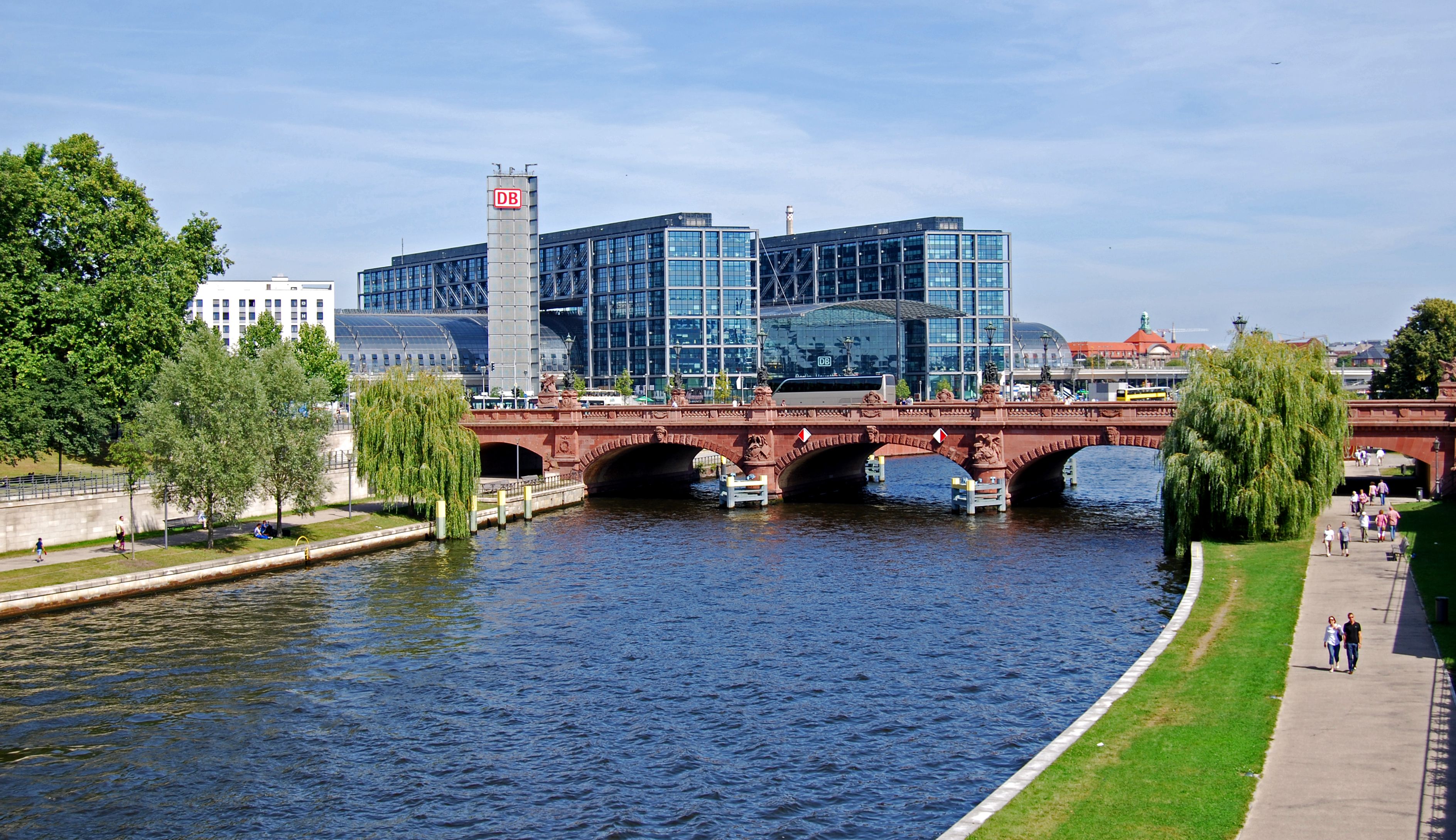
Головний залізничний вокзал — найбільший в Європі, діє з 2006 року

Берлін має складну і різноманітну транспортну інфраструктуру. У Берліні 5334 кілометрів доріг, з яких 66 кілометрів є магістралями, та 979 мостів. У місті 2004 року зареєстровано 1 мільйон 428 тисяч автомобілів, у тому числі 6800 таксі. Місцевий громадський транспорт обслуговується компаніями BVG і Deutsche Bahn AG і має 1626 кілометрів автобусних маршрутів, 187 кілометрів трамвайних ліній, 150 кілометрів ліній метрополітену і 328 кілометрів міської залізниці.
В травні 1966 року введениний в експлуатацію Центральний автовокзал Берліна, що використовується виключно для міжміських автобусних перевезень. До Чемпіонату світу з футболу 2006 відкрито новий залізничний вокзал, найбільший у Європі.

Мережа ліній берлінського

Берлін також має внутрішній порт. Магдебурзький водний міст сполучає цей порт із Рейном.
| Система | Станції / Лінії / Довжина | пасажирів на рік | Оператор / Примітки                       |
| ------- | ------------------------- | ---------------- | ----------------------------------------- |
| S-Bahn  | 166 / 15 / 331 км         | 376 мільйонів    | DB / Наземна залізниця.                   |
| U-Bahn  | 170 / 9 / 145 км          | 457 мільйонів    | BVG / Метрополітен. День і ніч у вихідні. |
| Трамваї | 398 / 22 / 192 км         | 171 млн          | BVG / Працює переважно в східних районах. |
| Автобус | 2627 / 147 / 1626 км      | 407 мільйонів    | BVG / 46 нічних маршрутів                 |
| Пором   | 6 ліній                   |                  | BVG                                       |

### Аеропорти

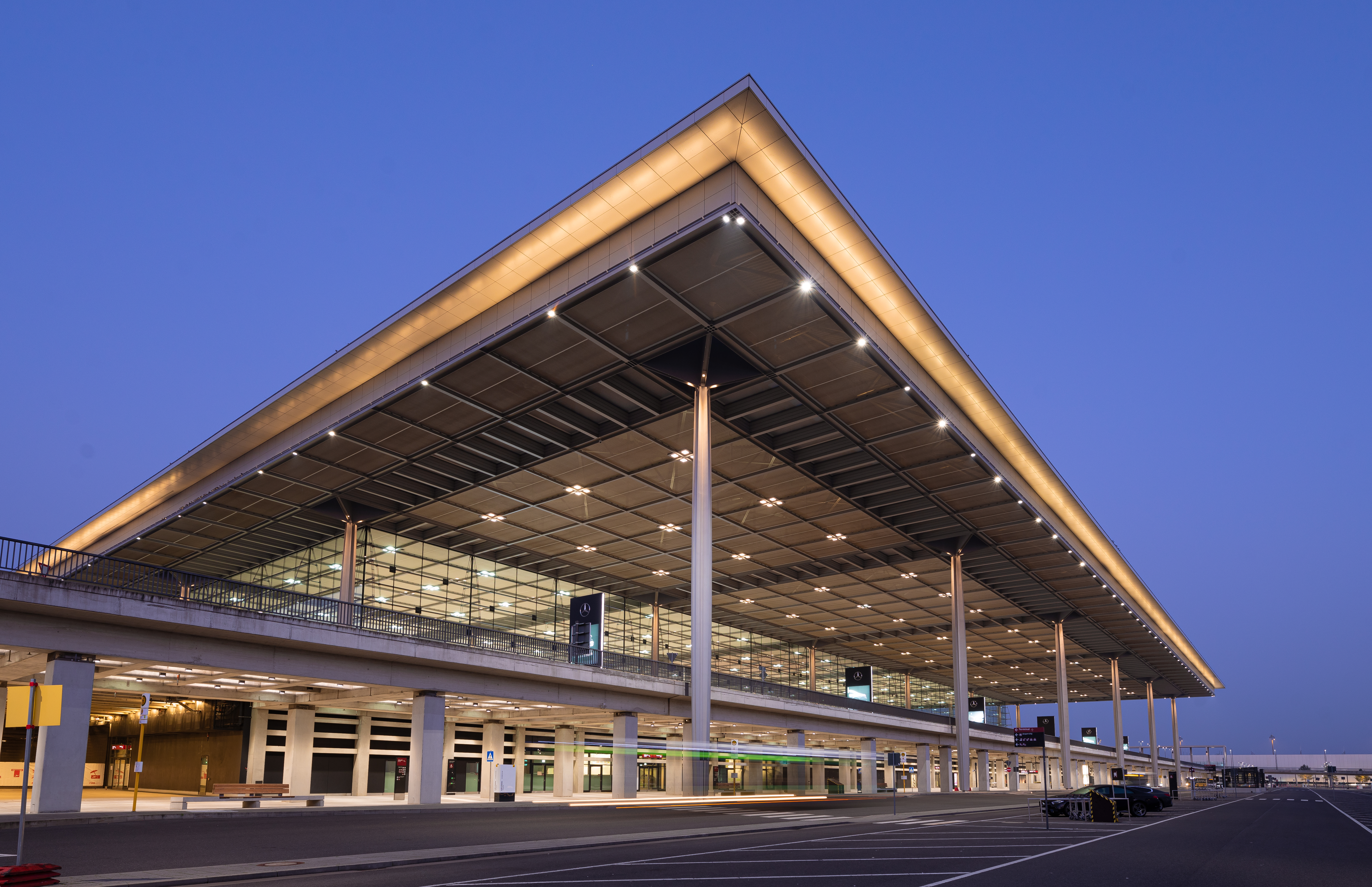
Аеропорт Берлін-Бранденбург Віллі Брандта

Аеропорт Берлін-Бранденбург Віллі Брандта (Flughafen Berlin Brandenburg)  — міжнародний цивільний аеропорт у Шенефельді, земля Бранденбург, на південь від Берліна.
Аеропорт відкрито 31 жовтня 2020 року. Після відкриття новий аеропорт став єдиним цивільним у Берліні: Берлін-Тегель припинив пасажирське сполучення 8 листопада 2020 року, а Берлін-Шенефельд реорганізовано в Термінал 5 аеропорту Берлін-Бранденбург. Аеропорт Берліна Темпельгоф було закрито 30 жовтня 2008 року, попри численні протести.
Аеропорт Берлін-Бранденбург є хабом для: easyJet, Eurowings, Ryanair, Lufthansa

### Залізничні вокзали

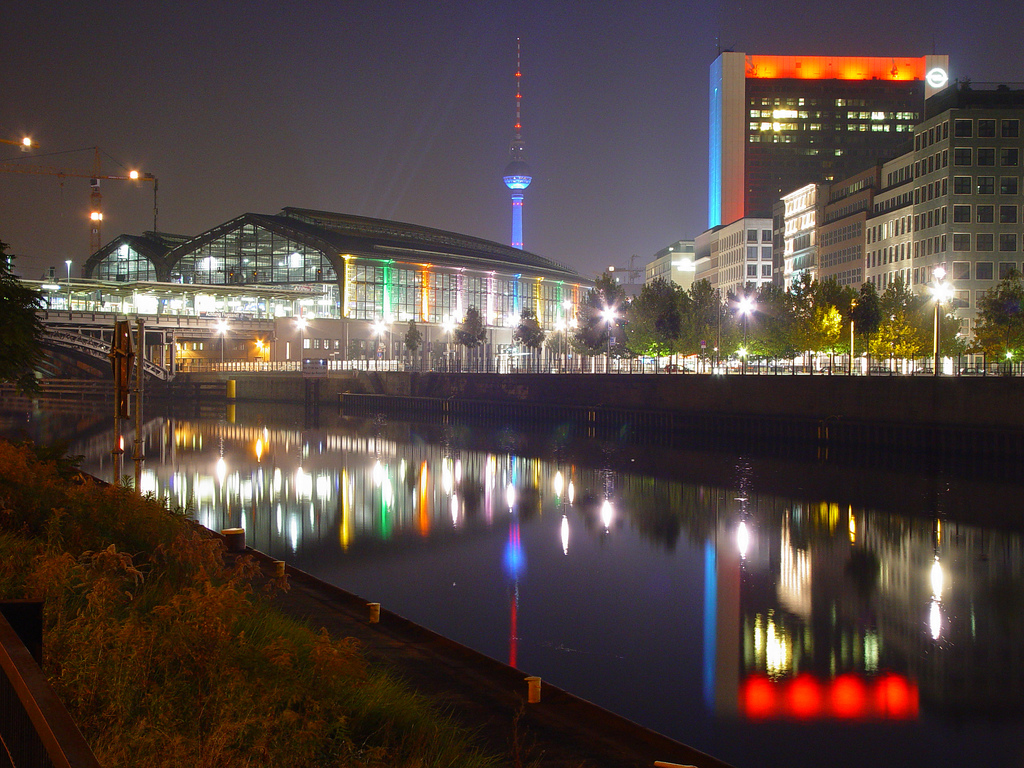
Берлін-Фрідріхштрасе

Що приймають регіональні і поїзди далекого сполучення
- Берлін-Головний
- Берлін-Гезундбруннен
- Берлін-Александерплац
- Берлін-Шарлоттенбург[de]
- Берлін-Фрідріхштрасе
- Берлін-Східний
- Берлін-Осткройц
- Берлін-Потсдамер-плац[de]
- Берлін-Зоологічний Сад
- Берлін-Зюдкройц

## Освіта і наука

Гумбольдтський університет Берліна та пам'ятник Александру фон Гумбольдту

Положення Берліна як столиці Пруссії, потім — Німецької імперії, визначило його ранг наукового центру країни. Ця передумова відпала для Західного Берліна після 1945 року. У Східному Берліні таке становище відновилося після створення НДР і оголошення його столицею нової держави — відновлені практично всі наукові установи: Академія наук НДР у Берліні, дійсними членами якої продовжували залишатися західні вчені, а також чотири великих університети: Гумбольдтський університет Берліна, Берлінський технічний університет, Берлінський університет мистецтв.
Завдяки інтенсивній державній політиці підтримки науки в Західному Берліні відкрито Вільний університет, створено Товариство імені Макса Планка, головним завданням якого стала розробка стратегічних напрямів науки і впровадження рекомендацій для підготування наукових кадрів, а також цілий ряд наукових центрів: з економічних досліджень, урбаністики, ядерних досліджень (Інститут імені Отто Гана) й інші.

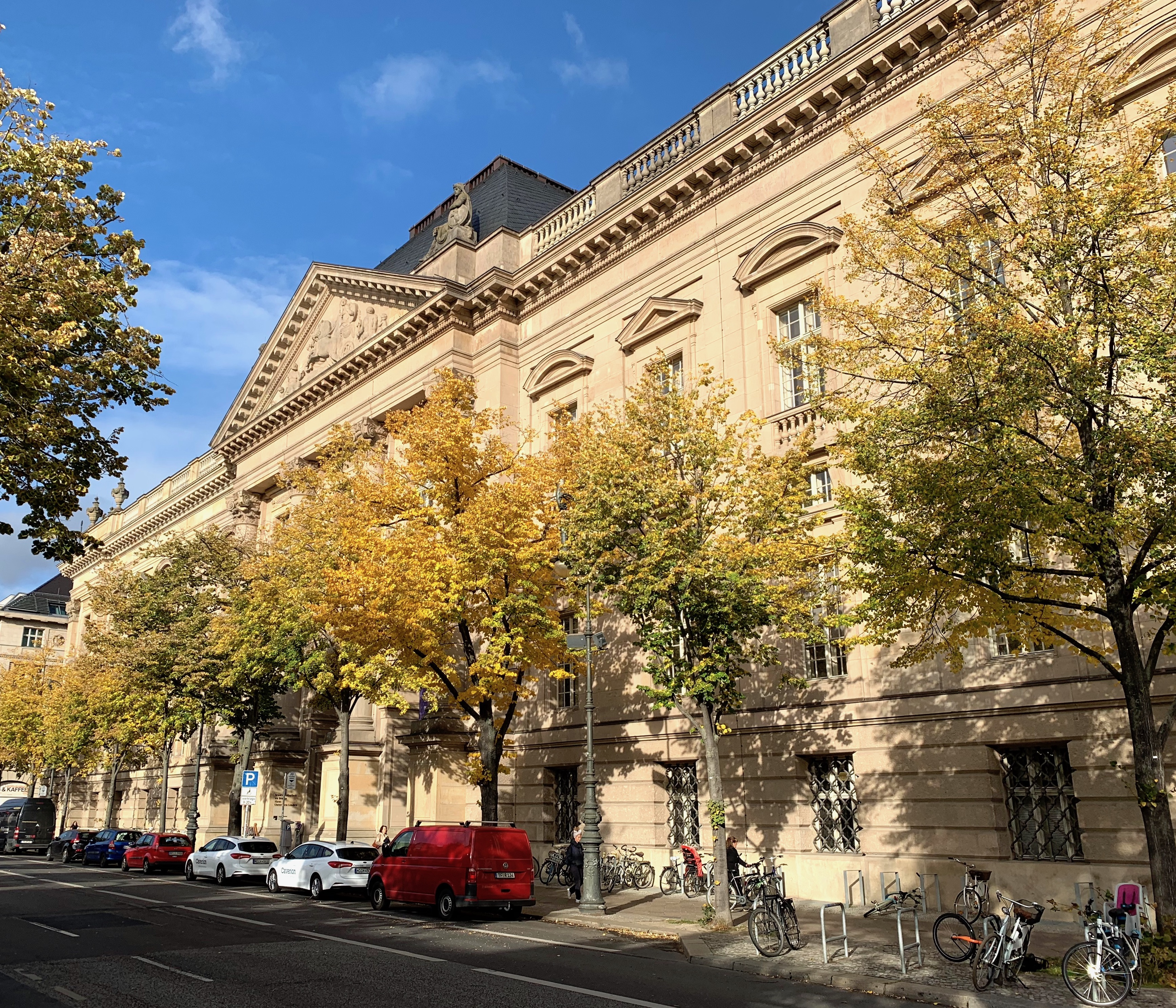
Державна бібліотека в Берліні

Після об'єднання країни Берлін знову став одним з чільних наукових центрів Європи. Загальна кількість берлінських студентів становить приблизно 140 тисяч осіб. Нині діють 17 вищих шкіл і 4 великих університети:
- Берлінський університет імені Гумбольдтів;
- Вільний університет Берліна в районі Далем;
- Берлінський технічний університет в районі Шарлоттенбург;
- Берлінський університет мистецтв.
- Hochschule für Wirtschaft und Recht Berlin
- Berliner Hochschule für Technik
- Hochschule für Technik und Wirtschaft Berlin

### Бібліотеки Берліна
- Стара бібліотека (Берлін)
- Державна бібліотека в Берліні
- Центр братів Грімм
- Бібліотека Берлінського університету імені Гумбольдтів

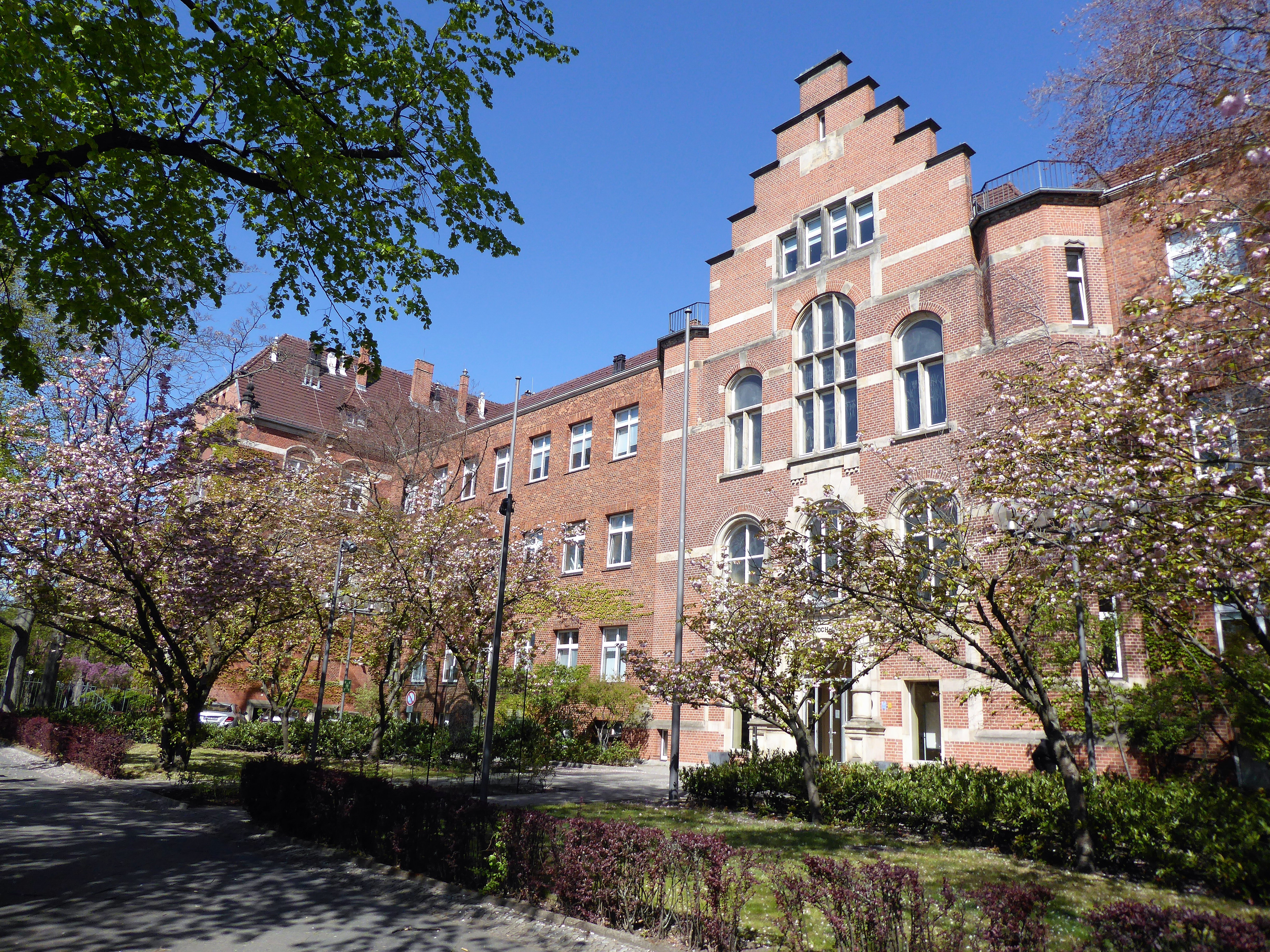
Інститут Роберта Коха

### Дослідження
- Міжнародний математичний союз
- Товариство імені Макса Планка
- Наукове товариство імені Лейбніца
- TU9 — German Institutes of Technology e.V.
- Інститут імені Фріца Габера
- Інститут Роберта Коха

## Культура

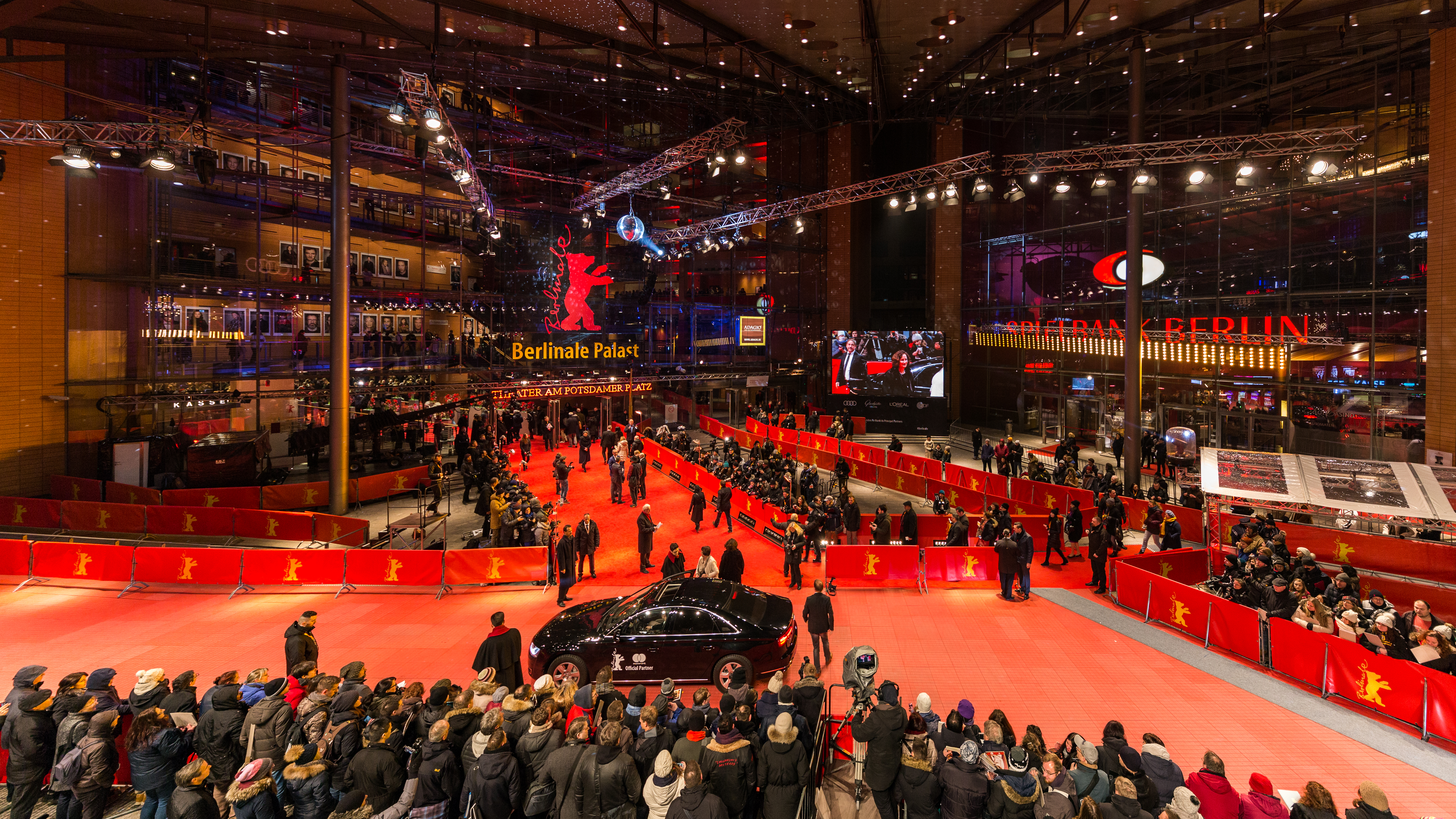
Берлінале 2017

У порівнянні з іншими європейськими столицями, Берлін має дуже велику кількість пам'ятників, музеїв та інших культурних установ. Щороку тисячі прихильників кіномистецтва притягує Берлінський міжнародний кінофестиваль, відомий також як Берлінале, починаючи від 1951 року він відбувається в лютому.

### Театри
Театральне життя в Берліні не переривалося ніколи. Серед театрів: Німецька державна опера, Німецька опера, Берлінська комічна опера, Театр імені Шиллера, Театр на Курфюрстендам, Театр на Потсдамській площі, Берлінський ансамбль, Берлінський драматичний театр, Фрідріхштадт-палас, театр «Метрополь», Німецький театр, Народний театр (Volksbühne), Grips Театр, Театр шоу (Schaubühne), Ренеса́нс-Театр та навіть Театр імені Горького, безліч вар'єте та кабаре, тощо. Всесвітньо популярним є Берлінський філармонічний оркестр, яким диригували свого часу Вільгельм Фуртвенглер і Герберт фон Караян.

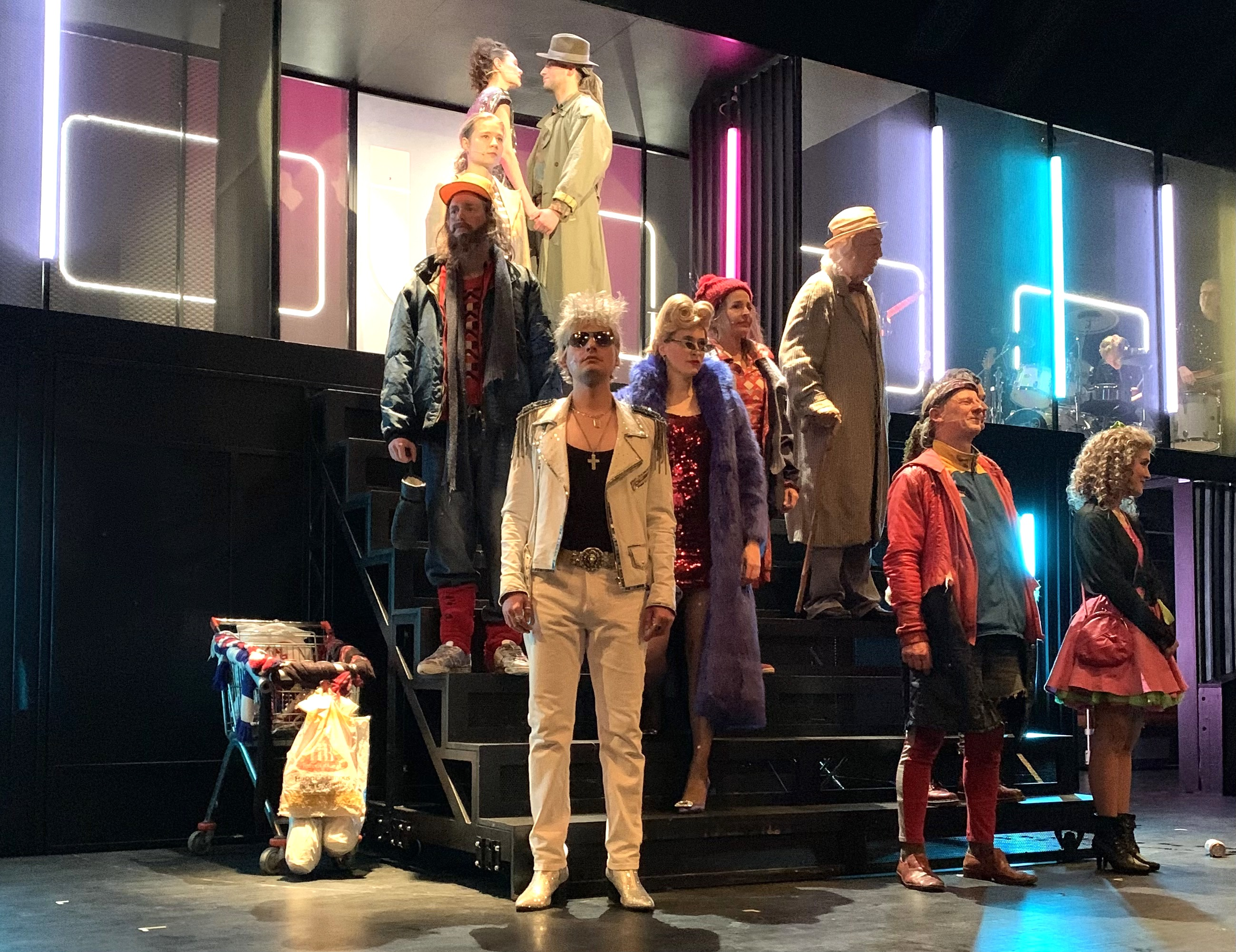
GRIPS Театр (Мюзикл)
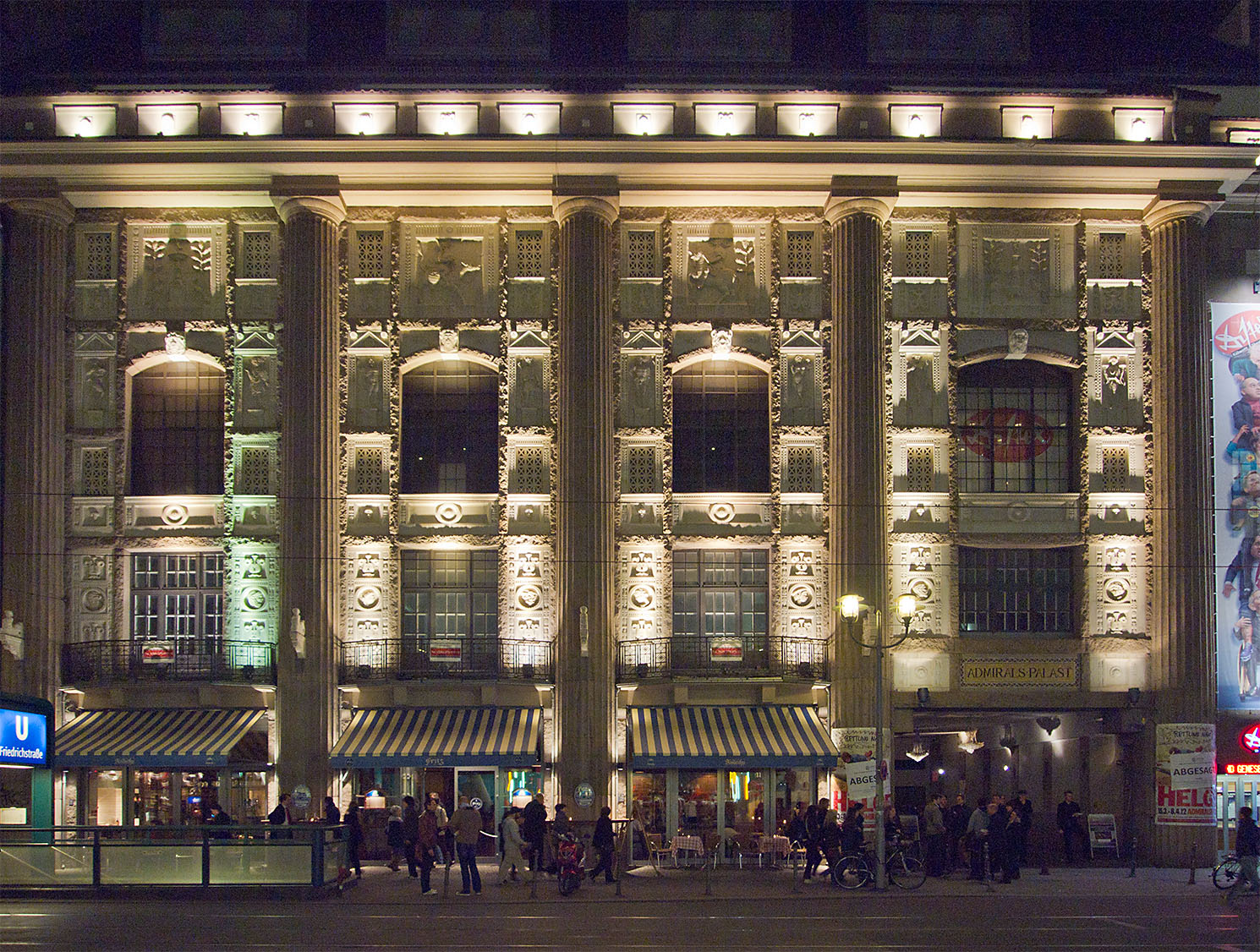
Адміралспаласт
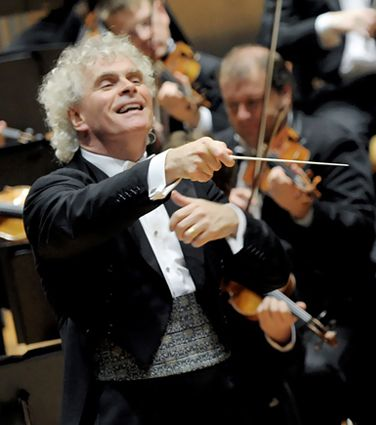
Берлінський філармонічний оркестр
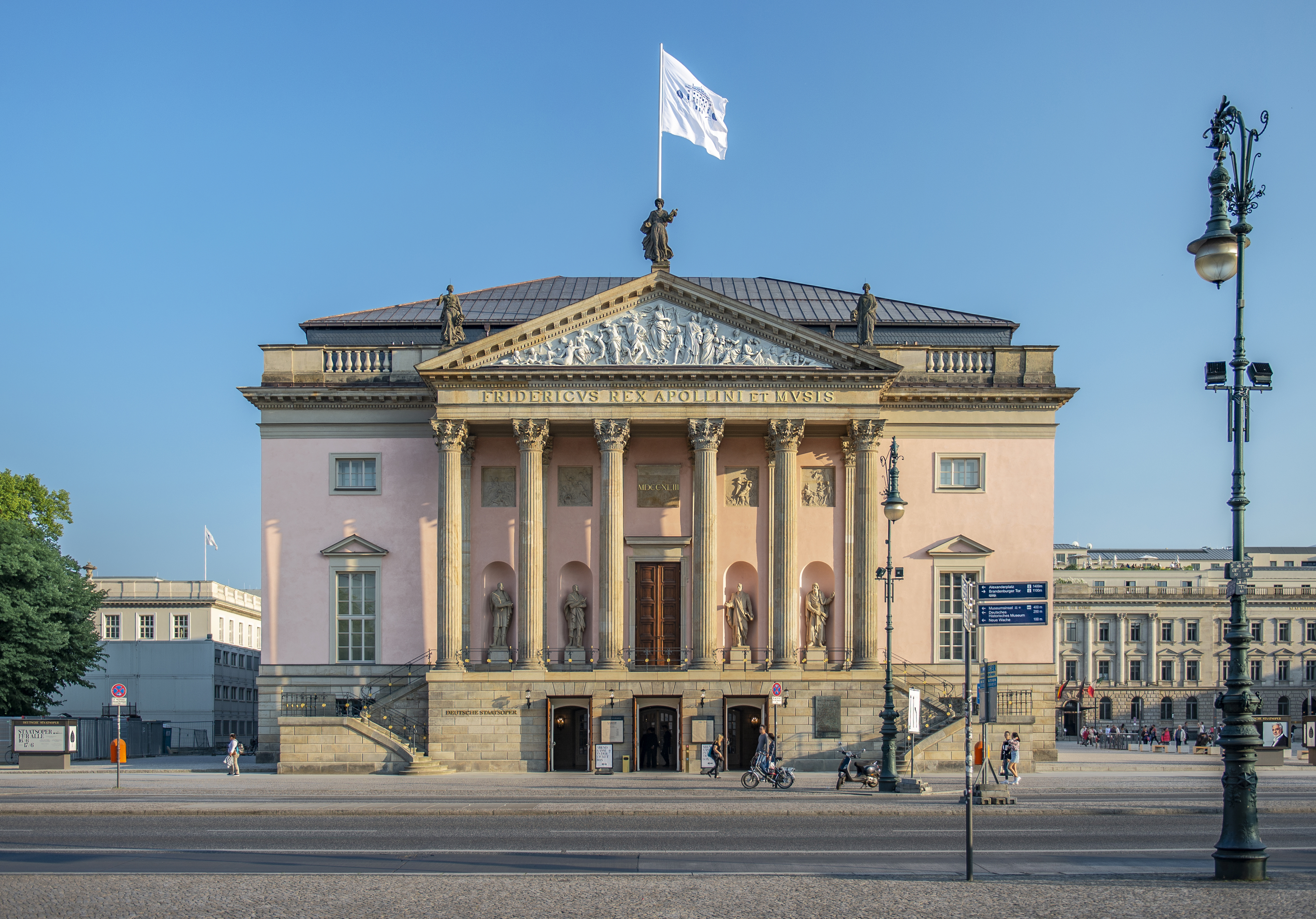
Німецька державна опера
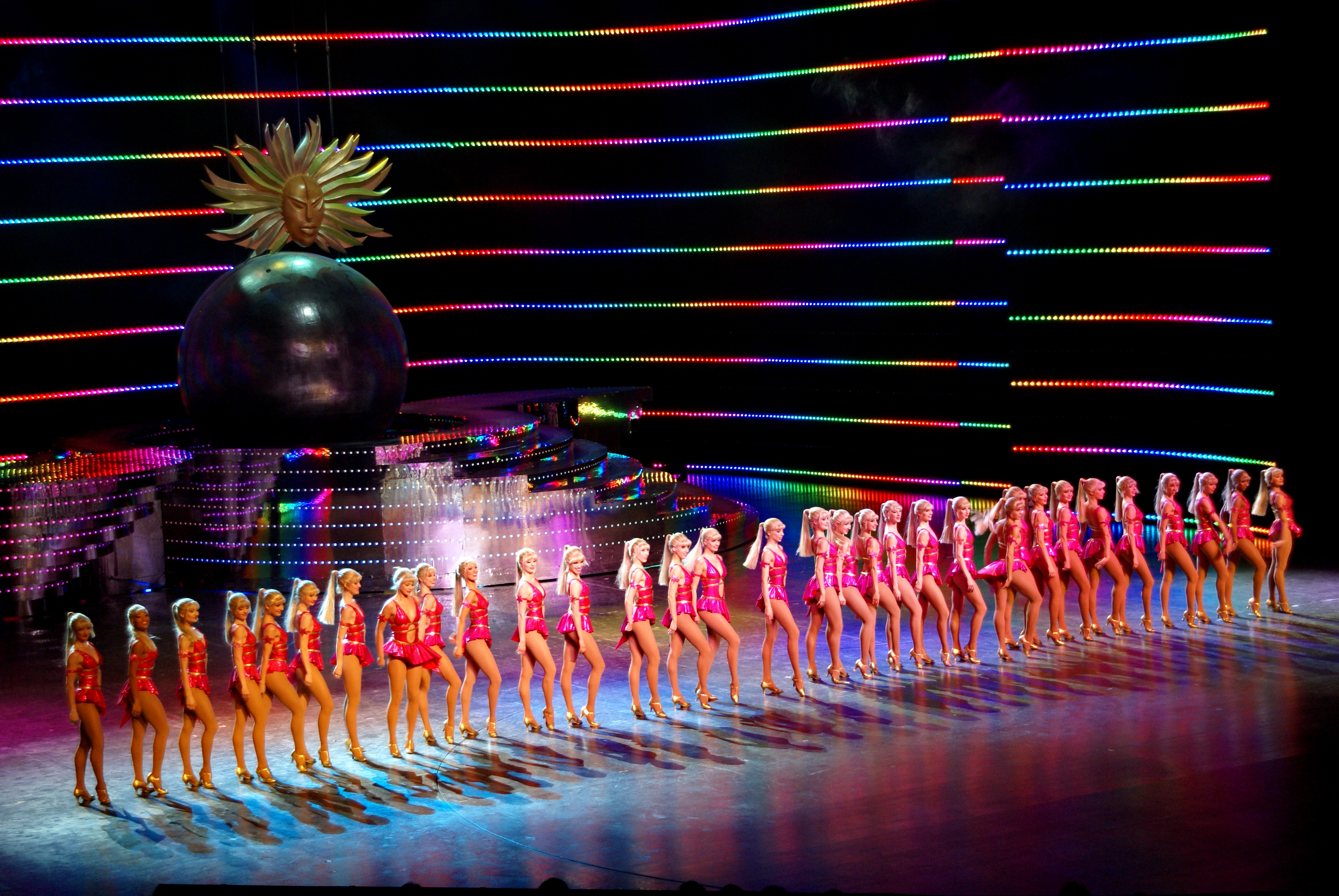
Friedrichstadt-Palast Berlin

### Музеї

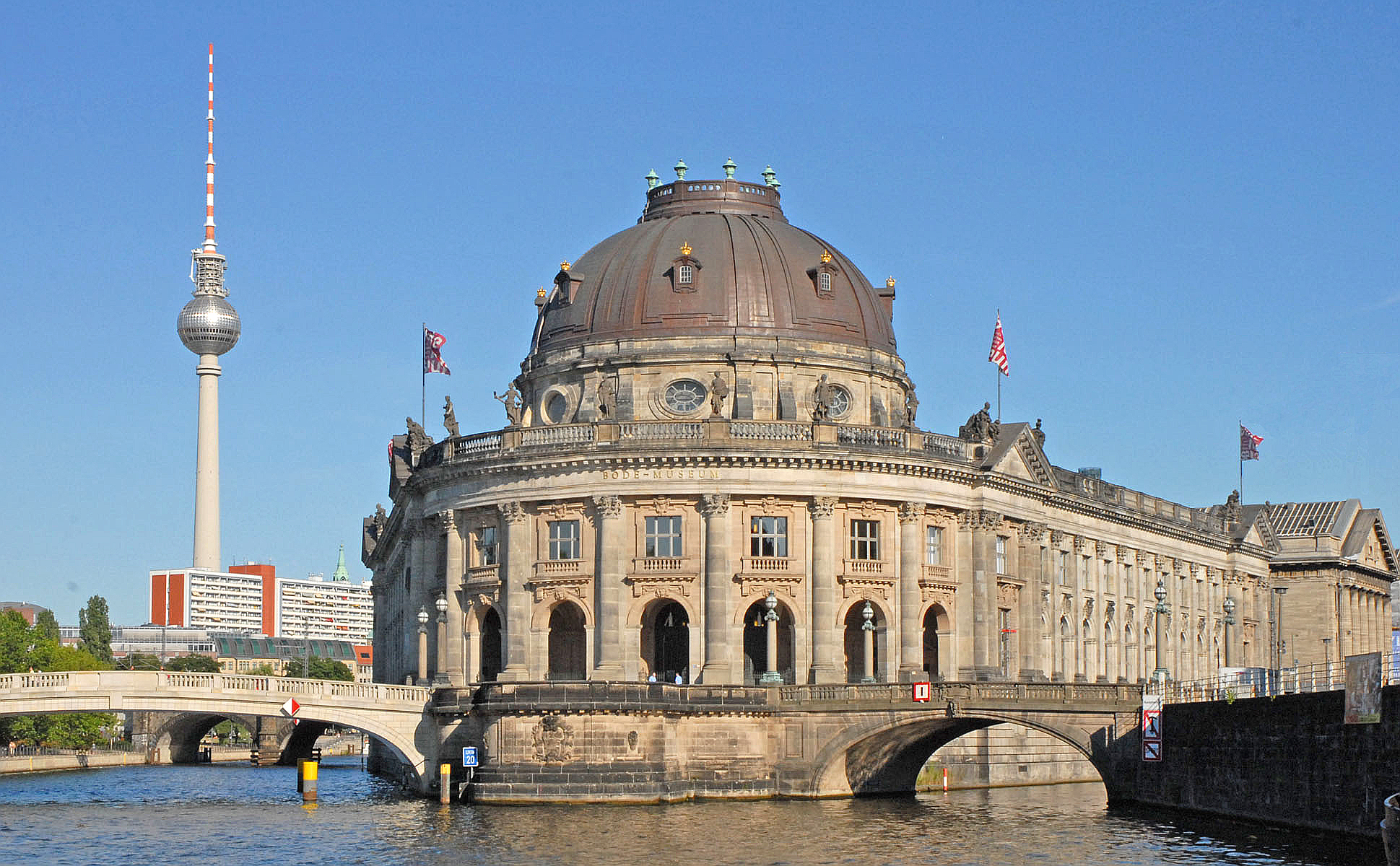
Музей Боде на Музейному острові

Історія берлінських музеїв тісно переплетена з історією Німеччини і її поділом на дві частини. Колишні зібрання прусських королів під час Другої світової війни частково евакуювали, частково сховали від бомбардувань, а після війни виявилося, що частина колекції перебуває у Східному Берліні, а частина — в Західному. Хоча музеї постраждали під час бомбардувань, основні колекції збережено. Особливість берлінських державних музеїв полягає в тому, що щочетверга з 16:00 до 20:00 вхід до музеїв вільний.

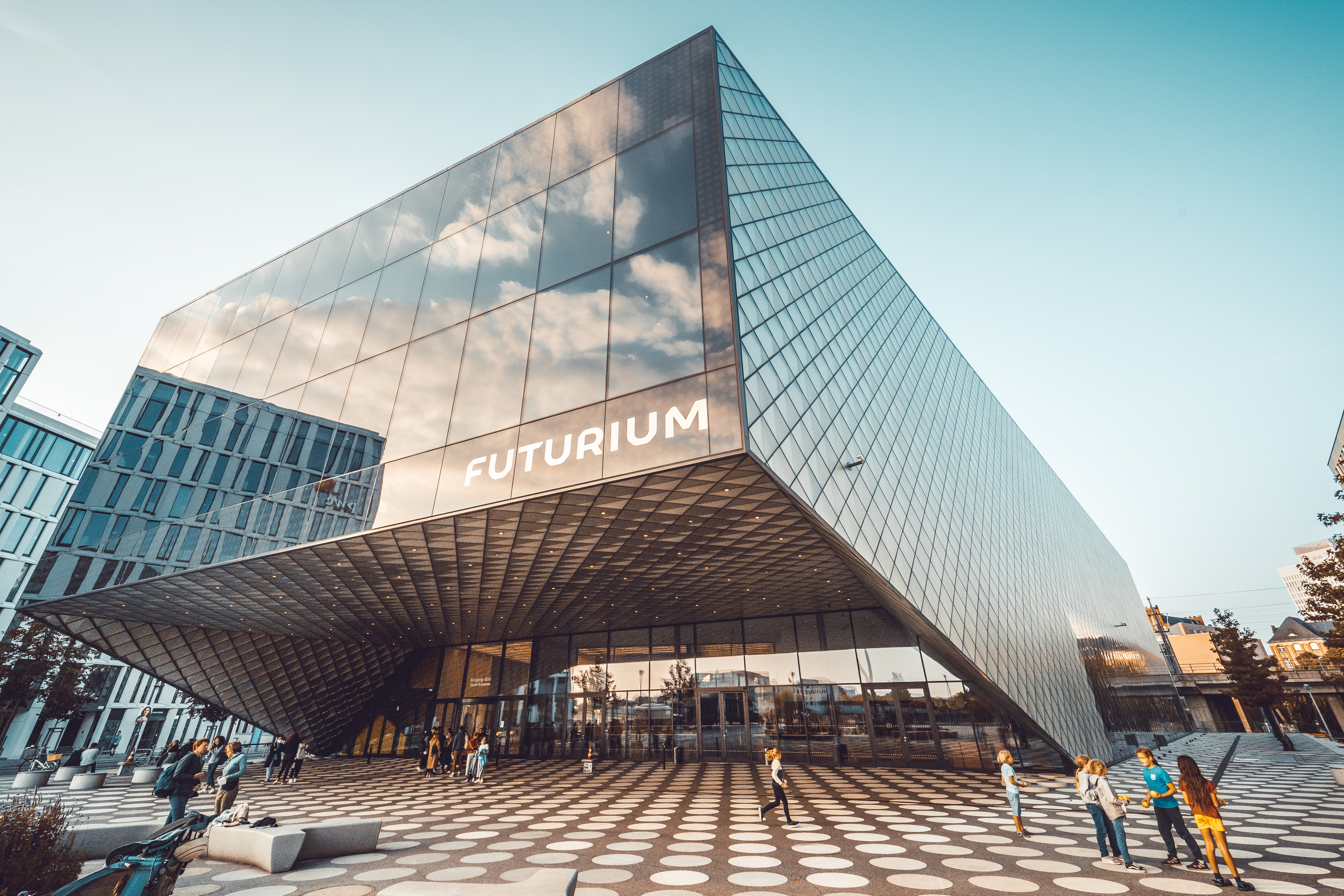
Музей майбутнього

У сучасному Берліні декілька музейних центрів. Значна кількість берлінських музеїв знаходиться на так званому Музейному острові — північній частині острова Шпреєінзель, який розміщений на північ від університету та Унтер-ден-Лінден. Тут розміщені Музей Боде, Стара національна галерея та Пергамський музей. На Музейному острові зберігалися культурні цінності довоєнного Берліна. Культурфорум на Заході — багатюще зібрання європейського живопису та інших творів мистецтва. Інші музейні центри — Єгипетський музей і Музеї Далем (етнологічний музей, музей мистецтва Індії тощо) в Далем-Дорфі.
Стара національна галерея розміщена в будівлі, що схожа на давньоримський храм. Тут представлено найрізноманітніші художні течії — реалізм, імпресіонізм, дадаїзм, експресіонізм. На сходах встановлено бронзову «Танцівниця» Георга Кольбе, у залі, присвяченій групі «Міст», експонуються полотна Карла Шмідта-Ротлуфа, Ернста Людвига Кірхнера, Отто Мюллера. У залі дадаїстів виставлено колажі Ганни Гох.
Найвідоміші берлінські музеї
- Пергамський музей
- Музей Боде

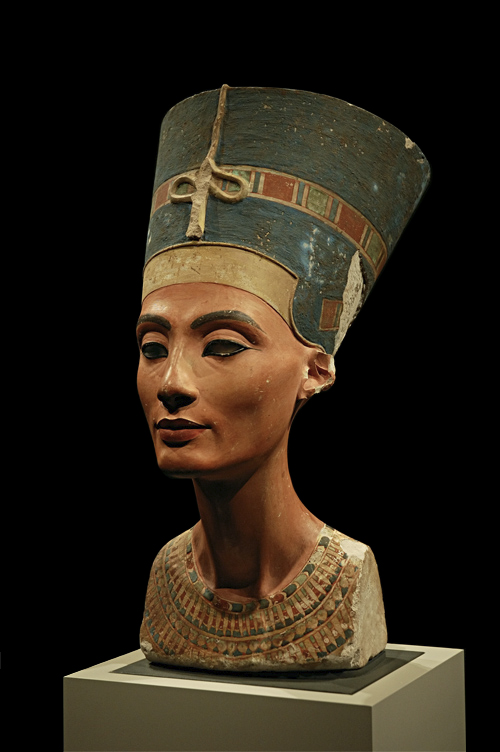
Бюст Нефертіті, Єгипетський музей

- Єгипетський музей і зібрання папірусів
- Берлінське античне зібрання
- Монетний кабінет
- Старий музей
- Новий музей
- Стара національна галерея
- Нова національна галерея
- Музейний центр Берлін-Далем
- Єврейський музей
- Німецький історичний музей
- Російсько-німецький музей
- Німецький технічний музей
- Музей еротики Беате Узе
- Музей природознавства
- Музей кіно
- Музей цукру
- Етнологічний музей
- Музей Чекпойнт-Чарлі
- Музей майбутнього

### Парки
У Берліні нараховують понад 2500 скверів, парків та місць відпочинку. Їхня загальна площа становить близько 5 500 гектарів. Парки, ліси, річки, озера і канали займають близько 30 % міської площі. На заході й південному сході міста ростуть лісові масиви.
У центрі міста розміщений парк Великий Тіргартен — найстаріший і найбільший в місті, площею 210 га. У минулому Тіргартен був ділянкою лісу перед міською брамою, міська знать використовувала його для прогулянок на конях і полювання. Поступово місто розрослося навколо парку, нині він розтягнувся від станції «Берлінський зоопарк» до станції Бранденбурзькі ворота і розташований у безпосередній близькості до урядових будівель і парламенту. На перетині доріг Східно-західної осі й вулиці 17 червня розташована берлінська колона Перемоги заввишки 69 м, побудована в 1864—1873 роках і увінчана 8-метровою фігурою богині Вікторії, до статуї якої ведуть 285 сходинок. З їх висоти відкривається панорама Берліна. Інший великий парк Берліна — Трептов-парк, створений у 1876—1882 роках першим берлінським директором садового будівництва Йоганном Генріхом Густавом Мейєром. 1896 року в Трептов-парку проходила виставка ремесел.

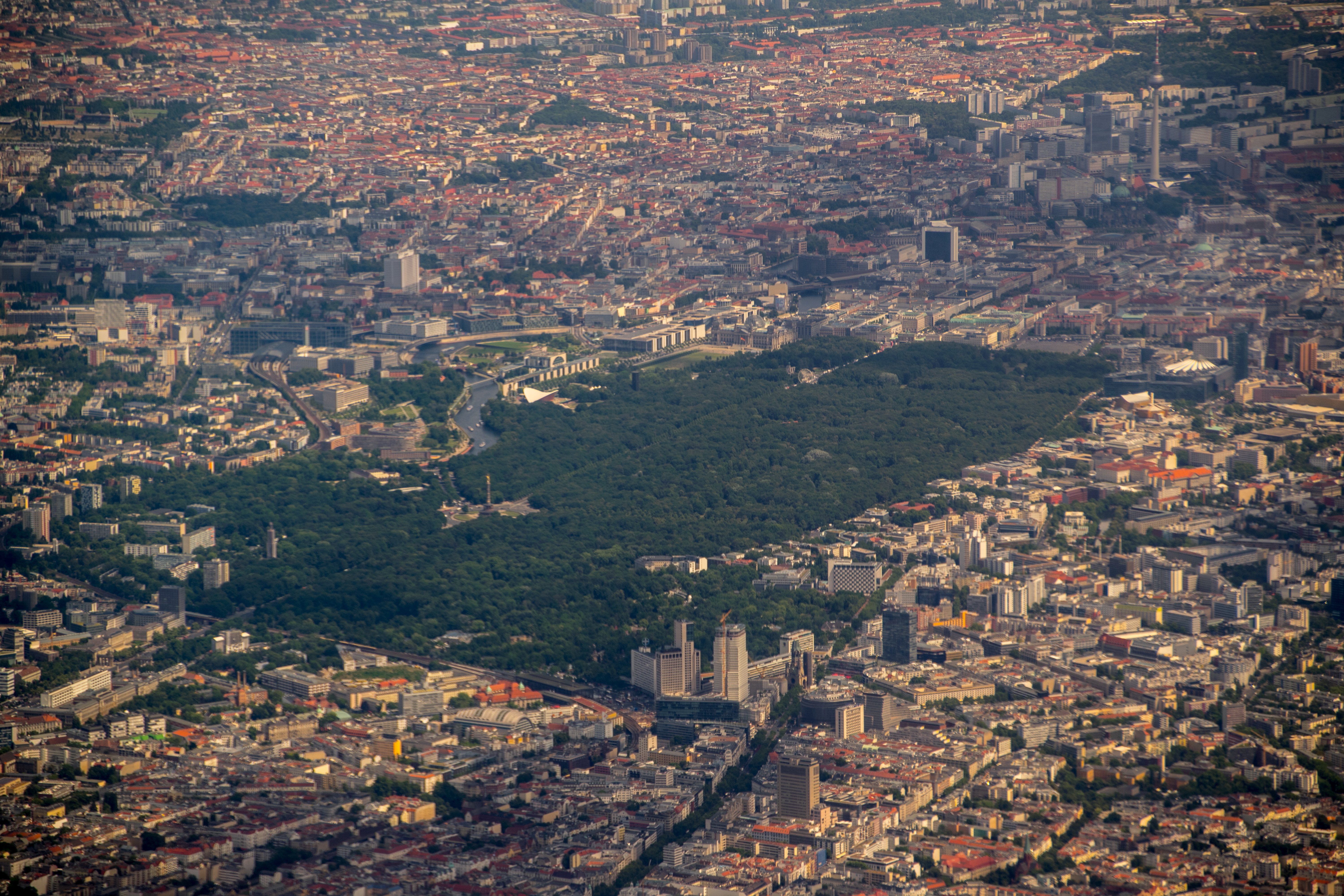
Парк Великий Тіргартен і центральна Колона Перемоги
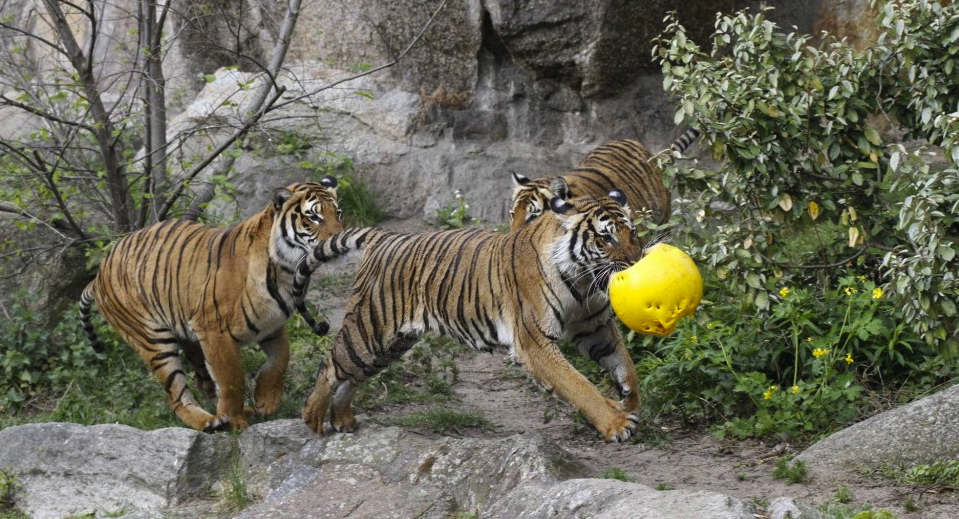
Берлінський зоопарк
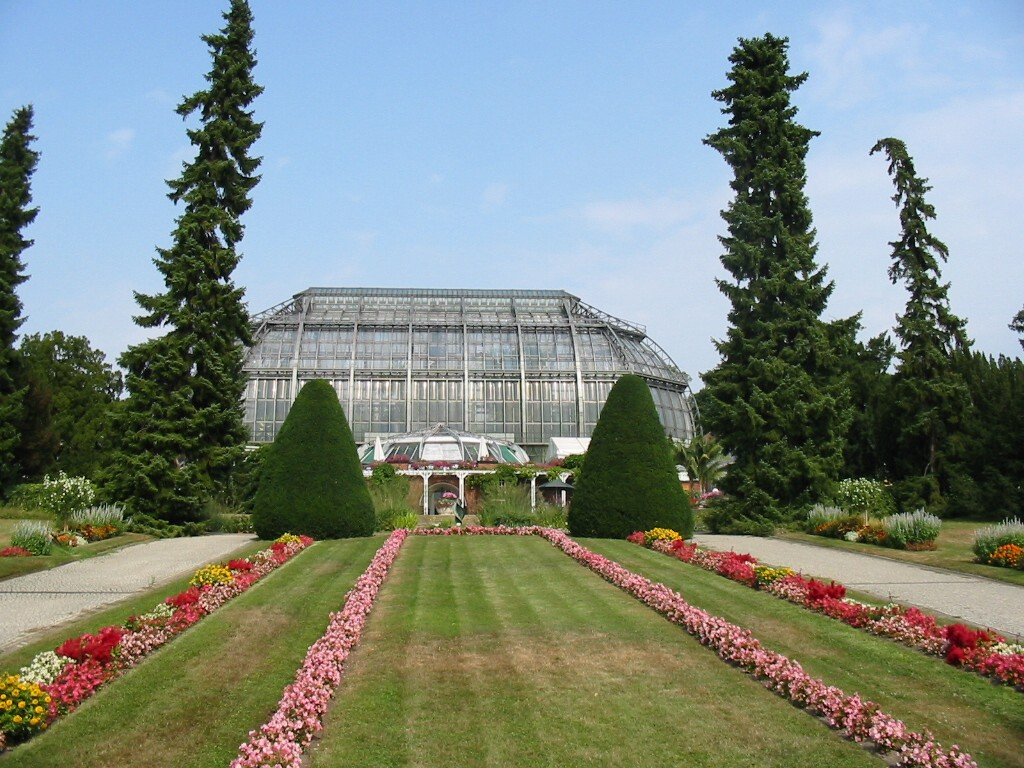
Головна візуальна вісь Ботанічного саду Берліна

Серед паркових насаджень особливо виділяється Ботанічний сад Берліна. Він розташований на південному заході міста і є дуже популярним серед берлінців як місце відпочинку. Крім того, у Берліні діють два зоопарки: Берлінський зоологічний сад і зоопарк Фрідріхсфельде. Заснований 1844 року, Берлінський зоопарк є найстарішим в Німеччині, а його колекція найбільша за кількістю представлених видів тварин (14 000 тварин і 1 500 видів). Другий зоопарк виник в НДР 1954 року і є найбільшим за площею зоопарком Європи, що займає 160 гектарів.

### Планування міста і архітектура

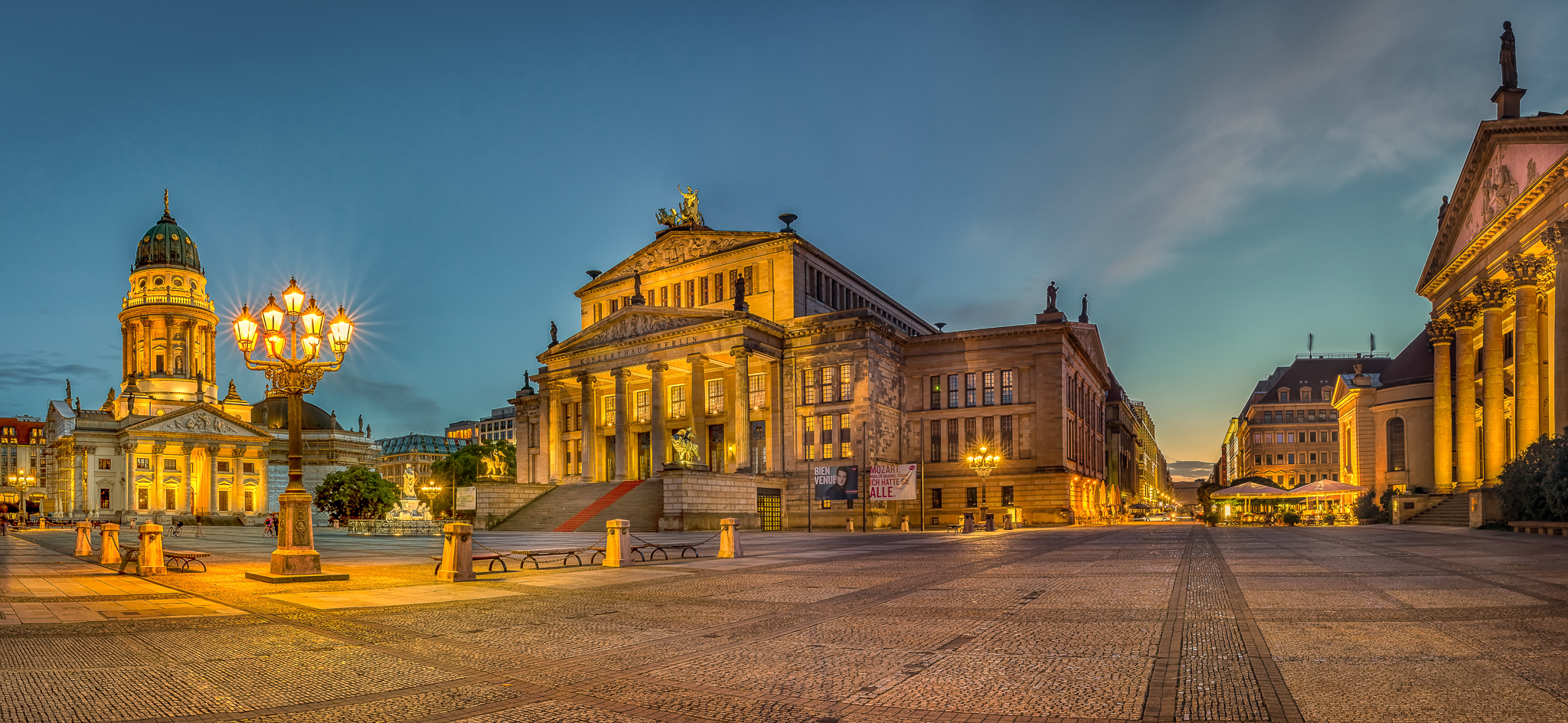
Жандарменмаркт

Берлін зберіг окремі риси середньовічної забудови. У XVIII—XIX століттях створено правильні за обрисами площі, наприклад, Площа жандармів (Gendarmenmarkt), широкі вулиці (Унтер-ден-Лінден), парадні ансамблі та забудови у стилі бароко.
Ейфорія будівництва та зростання настала на самому початку XX століття. Виставка під назвою «Загальні принципи містобудування», проведена 1910 року, показала зразок європейського міста, до якого прагнув Берлін. Після Другої світової війни в обох частинах міста відновлено історичні пам'ятники і житлові масиви, до яких додалися нові райони: Ліхтенберг і Марцано в східній частині міста, Меркішес Фіртель на півночі Західного Берліна. Зі старовинних споруд в Берліні збереглися церква святої Марії (Marienkirche), Берлінський собор, Оперний театр, Бранденбурзькі ворота, Червона ратуша, Рейхстаг (перебудований 1999 року), Палац Бельвю.
На площі Брайтшайда (Breitscheidplatz) збережено й законсервовано руїни Меморіальної церкви кайзера Вільгельма як пам'ятник-нагадування про війну. У східній частині Берліна в Трептов-парку відкрито Меморіал полеглим радянським воїнам у Тіргартені, що загинули в боях за Берлін, із мавзолеєм, на якому стоїть статуя Воїна-визволителя (скульптор Євген Вучетич). Серед післявоєнних новобудов квартал Ганза, побудований міжнародним колективом архітекторів, житловий квартал поблизу Олімпійського стадіону (архітектор Ле Корбюзьє), алея Карла Маркса, Будинок радіомовлення, Держрада, Міжнародний конгрес-центр, Палац республіки у східній частині міста, промислова виставка «Інтербау», Берлінська філармонія, Нова національна галерея (архітектор Людвіг Міс ван дер Рое).
Архітектурні пам'ятки
- Меморіальна церква кайзера Вільгельма (нім. Kaiser-Wilhelm-Gedächtniskirche);
- Бранденбурзькі ворота (нім. Brandenburger Tor, Брандербургер Тор);
- Унтер-ден-Лінден (нім. Unter den Linden);
- Александерплац (нім. Alexanderplatz);
- Берлінський собор (нім. Berliner Dom, Берлинер Дом);
- Меморіал убитим євреям Європи (нім. Denkmal für die ermordeten Juden Europas);
- Колона Перемоги (нім. Siegessäule, Зигесзойле);
- Замок Шарлоттенбург (нім. Schloss Charlottenburg, Шлосс Шарлоттенбург);
- Концертний зал Berliner Schauspielhaus (нім. Berliner Schauspielhaus);
- олімпійський стадіон (нім. Olympiastadion Berlin);
- Фортеця Шпандау (нім. Zitadelle Spandau);
- Молекулярна людина

### ЗМІ
У Берліні розташовані головні офіси центральних телевізійних каналів ARD, Deutsche Welle, Welt, RBB Fernsehen та каналів радіо (Deutschlandfunk Kultur, Rundfunk Berlin Brandenburg).

### Спорт

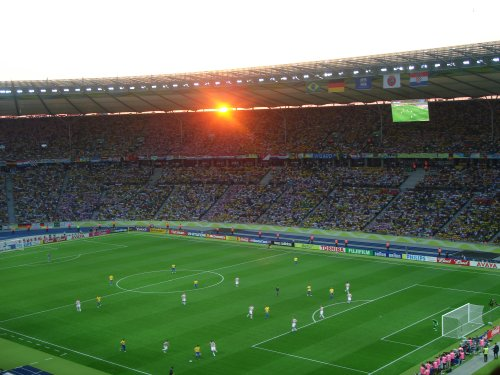
Чемпіонат світу з футболу 2006

Місто має добре розвинуту спортивну інфраструктуру. Популярними видами спорту є футбол, теніс, гандбол, волейбол, перегони, хокей, баскетбол.
Берлінський марафон один з найпрестижніших марафонських забігів у світі, який входить у шістку World Marathon Majors. В 2022 році світовий рекорд — 2:01:09 встановив кенійський бігун Еліуд Кіпчоґе.
ISTAF міжнародні легкоатлетичні змагання, які проводяться на Олімпійському стадіоні в Берліні, Німеччина. Входять в серію змагань IAAF World Challenge. Проводяться з 1937 року.
German Open — професіональний жіночий тенісний турнір WTA, проводиться щорічно в Берліні. Початок історії турніру бере з 1896, і є найстарішим жіночим тенісним турніром у світі. 
Вісімнадцятий чемпіонат світу з футболу серед чоловічих національних збірних відбувся з 9 червня по 9 липня 2006 року в Берліні. Вперше на чемпіонат кваліфікувалася збірна України.

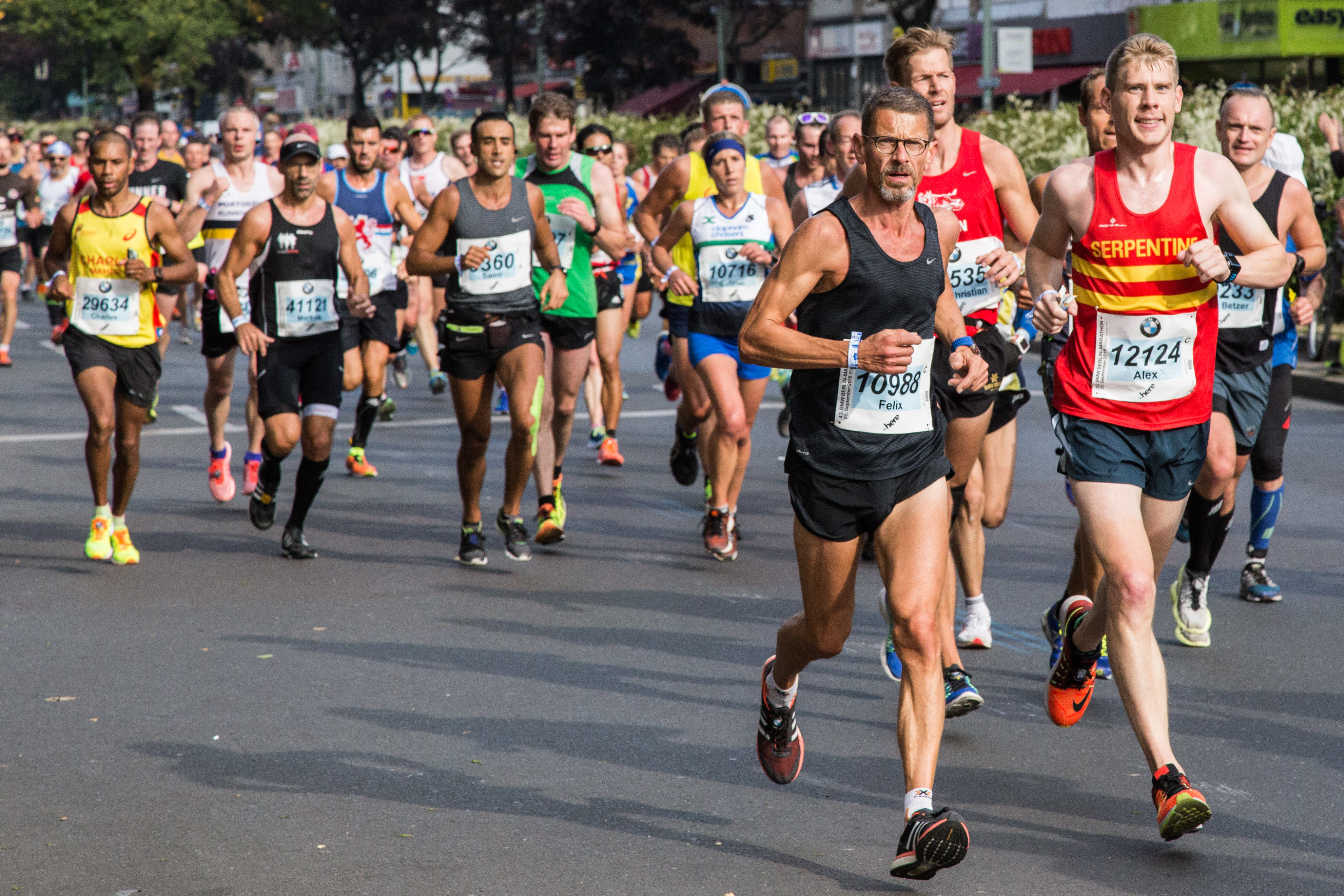
Щорічний Берлінський марафон

| Назва клубу              | Вид спорту | Заснований | Ліга       | Майданч                            |
| ------------------------ | ---------- | ---------- | ---------- | ---------------------------------- |
| Герта                    | Футбол     | 1892       | Бундесліга | Олімпійський стадіон               |
| Уніон Берлін             | Футбол     | 1966       | Бундесліга | Stadion An der Alten Försterei     |
| ALBA Berlin              | Баскетбол  | 1991       | Бундесліга | Uber Arena                         |
| Айсберен Берлін          | Хокей      | 1954       | DEL        | Uber Arena                         |
| Füchse Berlin            | Гандбол    | 1891       | HBL        | Спорткомплекс імені Макса Шмелінга |
| Berlin Recycling Volleys | Волейбол   | 1911       | DVL        | Спорткомплекс імені Макса Шмелінга |
| Köpenicker SC            | Волейбол   | 1991       | DVL        | Sporthalle Hämmerlingstraße        |

## Особи, пов'язані з містом Берлін
- Андреас Шлютер (1662?–1714) — скульптор, архітектор доби бароко
- Куфальдт Георг Фрідріх (1853—1938), паркобудівник, садівник
- Фрідріх Фромм (1888—1945) — німецький військовий діяч, генерал-полковник
- Ернст Любіч (1892—1947) — німецький та американський кінорежисер, актор, сценарист, продюсер
- Конрад Фейдт (1893—1943) — німецький актор театру і кіно
- Хохлова Олександра Сергіївна  (1897—1985) — радянська кіноактриса, кінорежисер, сценарист, педагог
- Ганс Клерінг (1906—1988) — німецький актор
- Вернер фон Гафтен (1908—1944) — німецький старшина, поручник Вермахту.
- Жером Боатенг (1988—) — футболіст, Чемпіон світу 2014

### Українці в Берліні

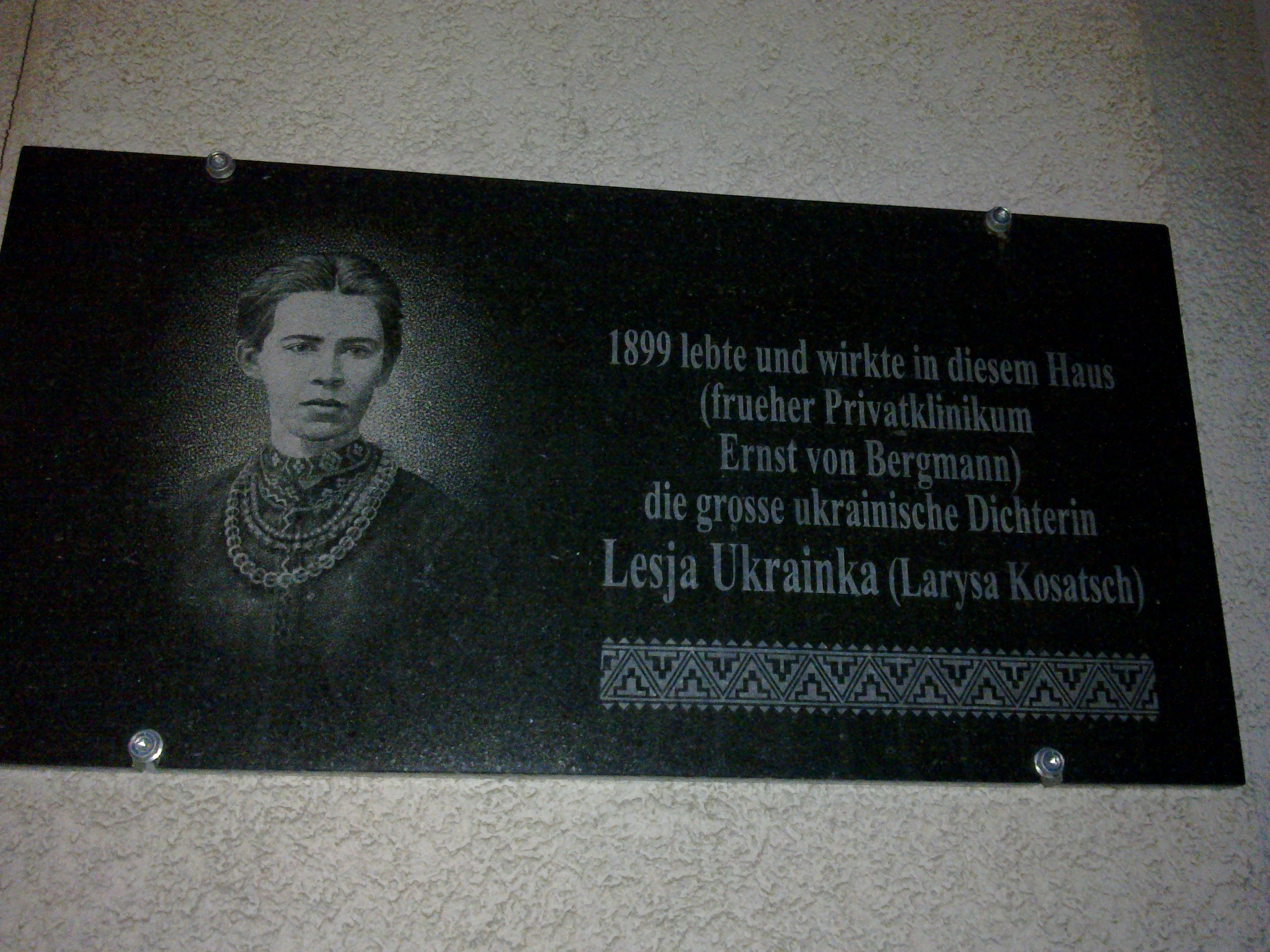
Меморіальна дошка Лесі Українки

- Коновалець Євген Михайлович — полковник Армії УНР, командант УВО, голова Проводу українських націоналістів (з 1927), перший голова ОУН
- Федак Володимир — діяч ОУН, четар Карпатської Січі, крайовий провідник ОУН Великонімеччини у 1943
- Вітовський Дмитро — державний секретар військових справ ЗУНР
- Петрушевич Євген — Президент, Диктатор ЗУНР.
- Бандера Степан — політичний діяч

#### Українські пам'ятки в Берліні
- Меморіальна дошка Лесі Українки, Johannisstraße, 11, GPS:52.524403 13.391794);
- Меморіальна дошка Олександра Довженка, Bismarckstrasse, 69, (GPS: 52.510917 13.298545);
- Меморіальна дошка в пам'ять про будинок української дипломатичної місії (Kronprnizenufer, 10);
- Українські поховання на православному цвинтарі Тегель.
- Будинок із тризубом, Heidelberger Platz 1, Цей будинок, куплений в 1923 р. українським бізнесменом, став центром української громади Берліна, (GPS:52.478951 13.310323)[23].

## Галерея

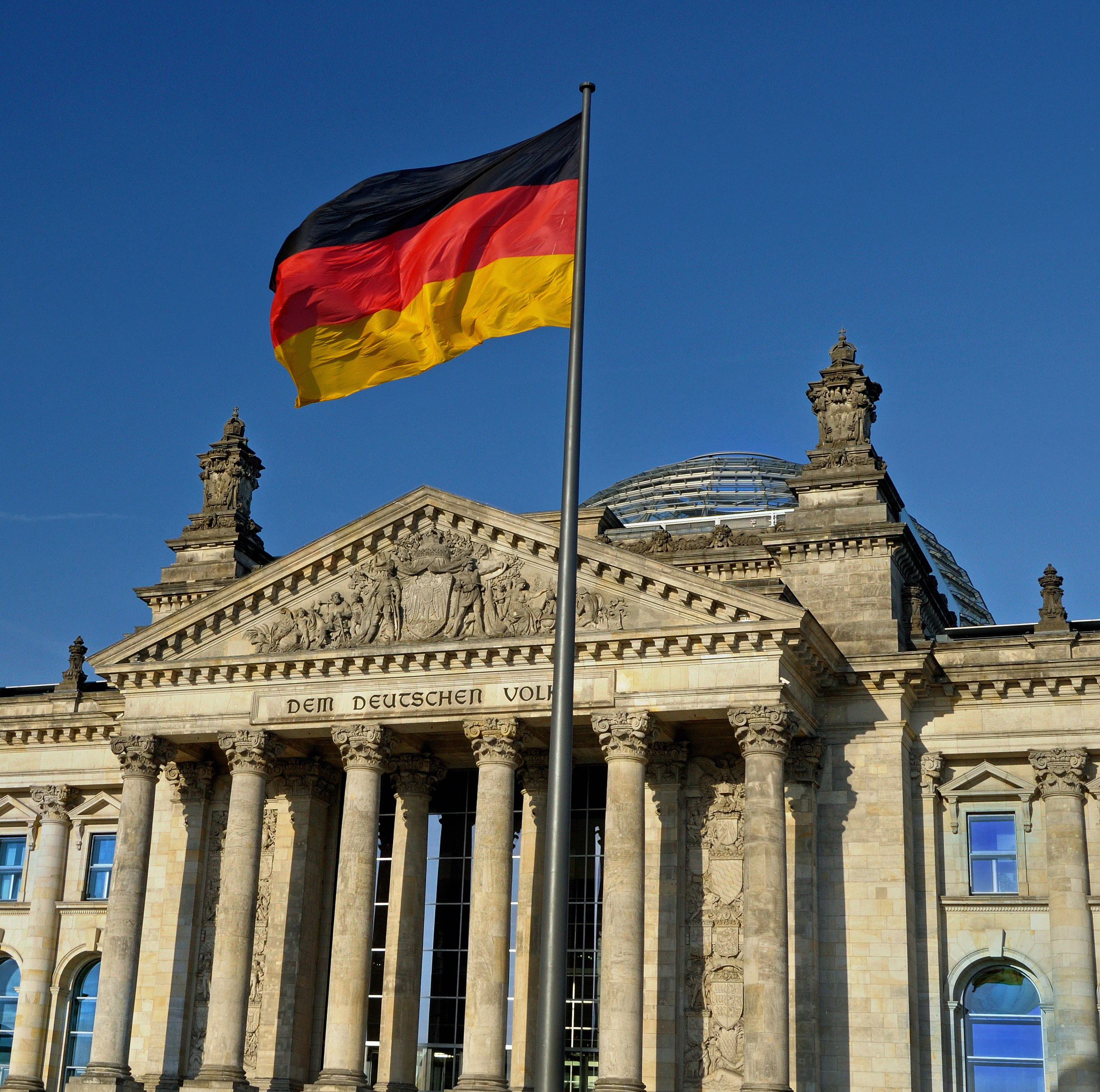
Прапор перед будівлею Рейхстагу
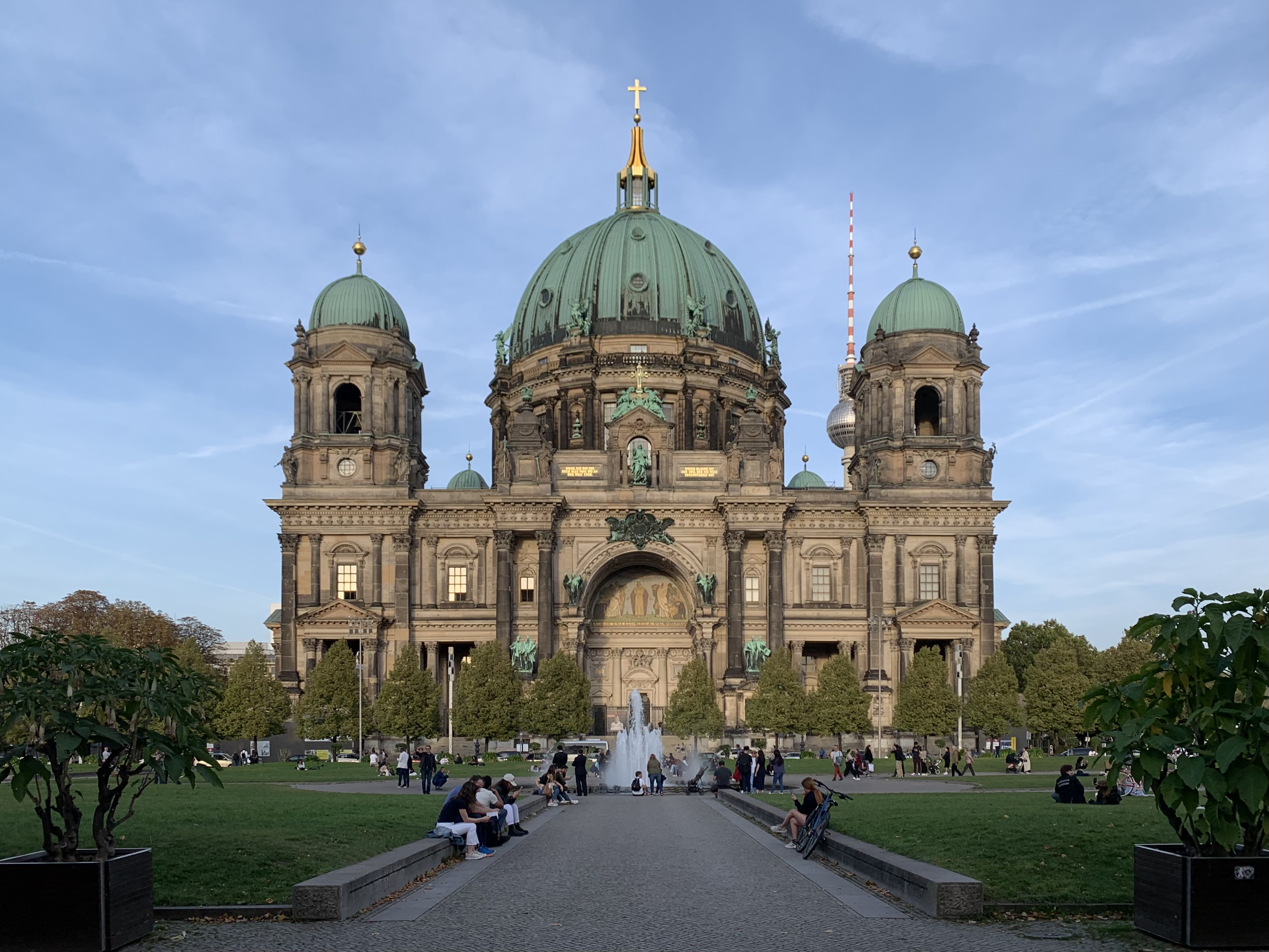
Берлінський собор
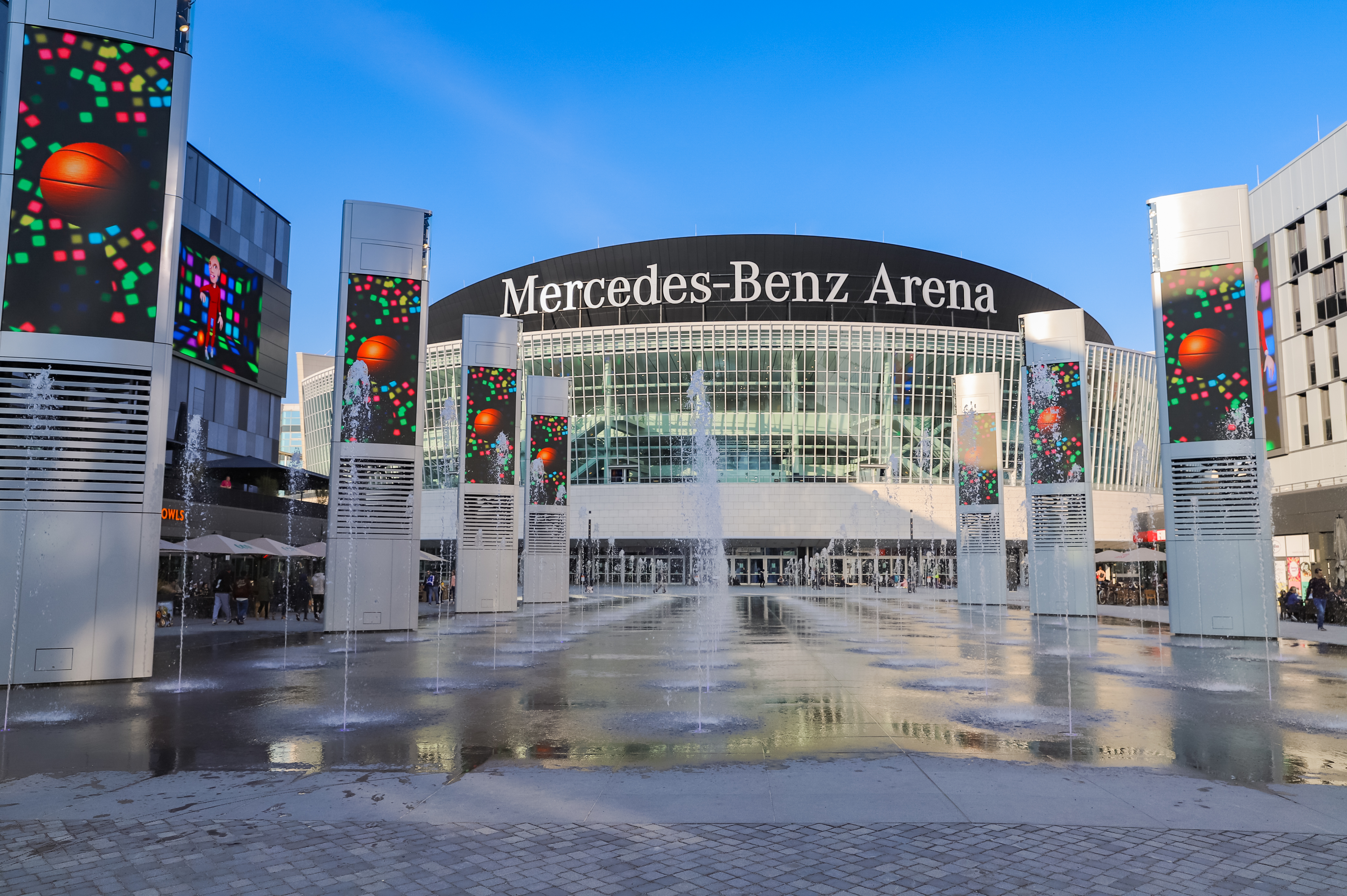
Mercedes-Benz Arena Berlin
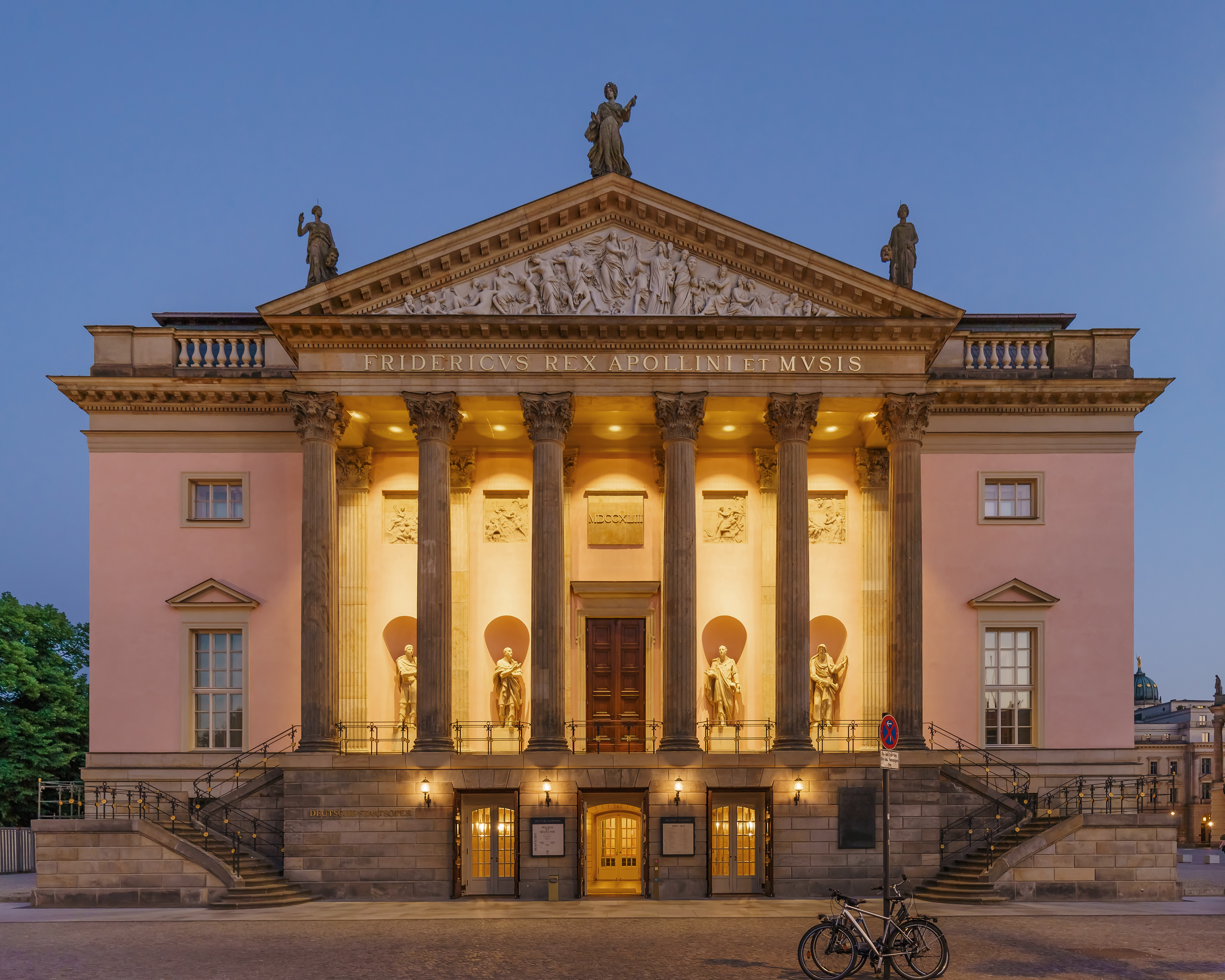
Берлінська державна опера
Німецький собор
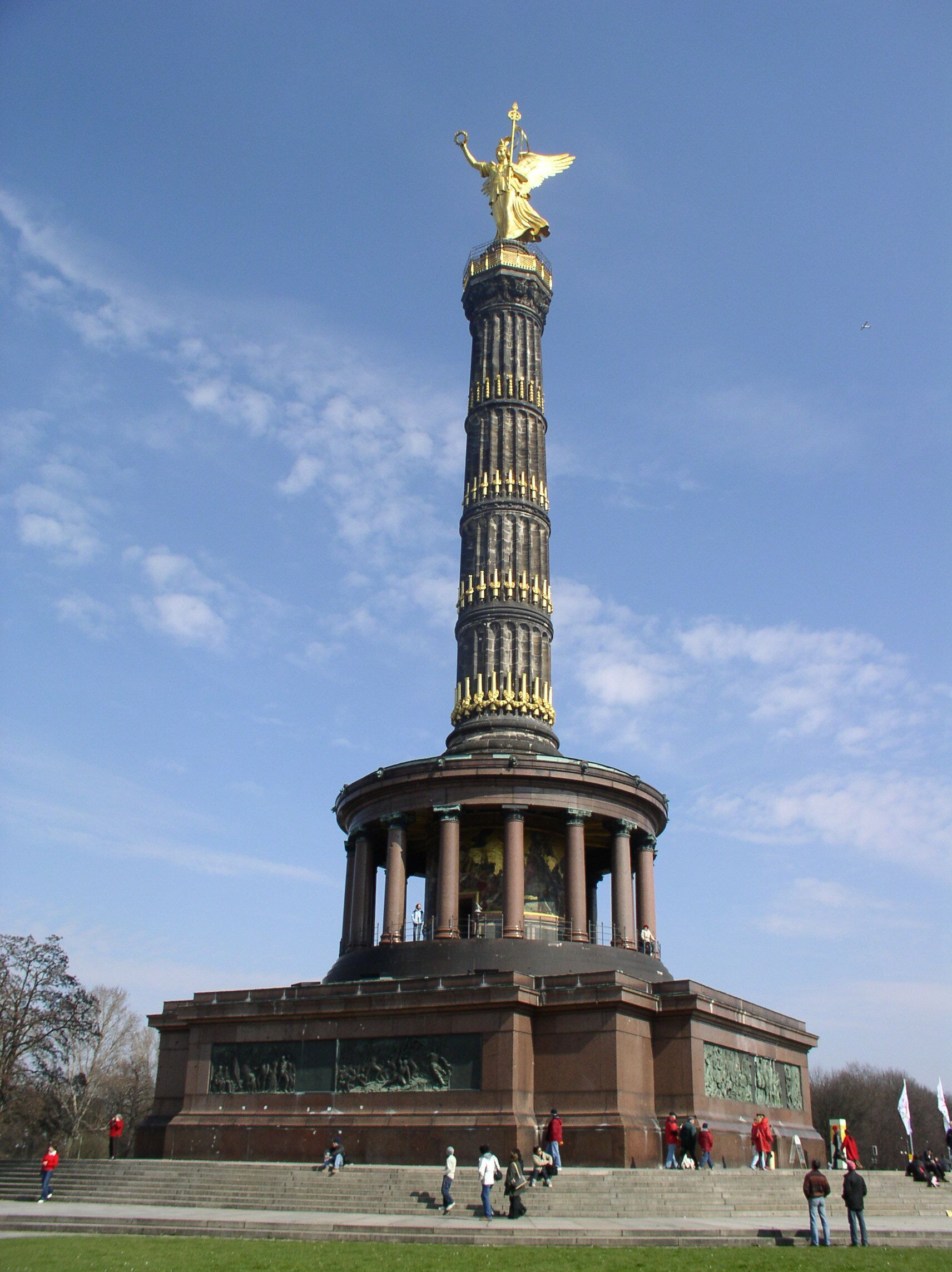
Колона Перемоги
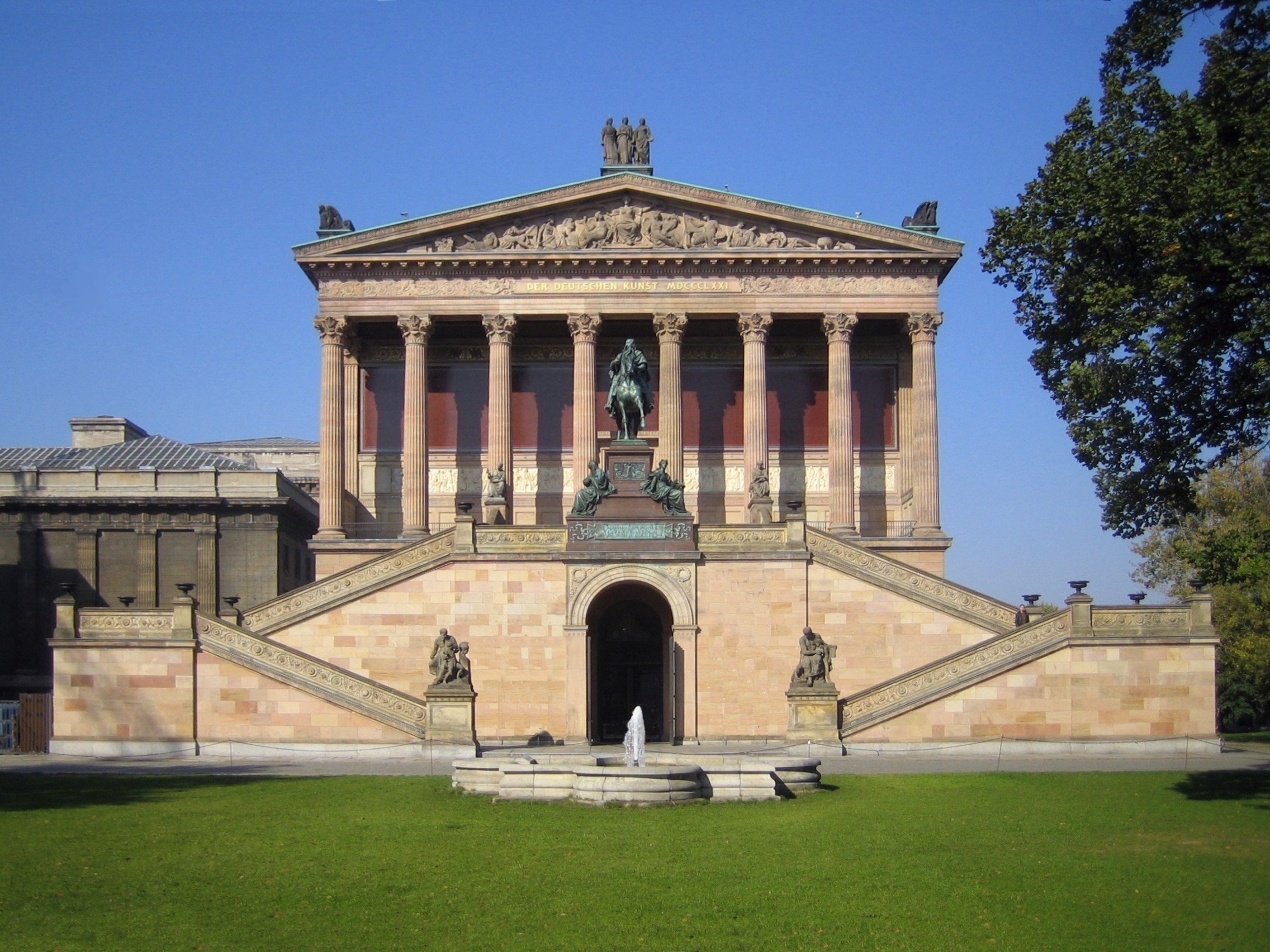
Стара національна галерея
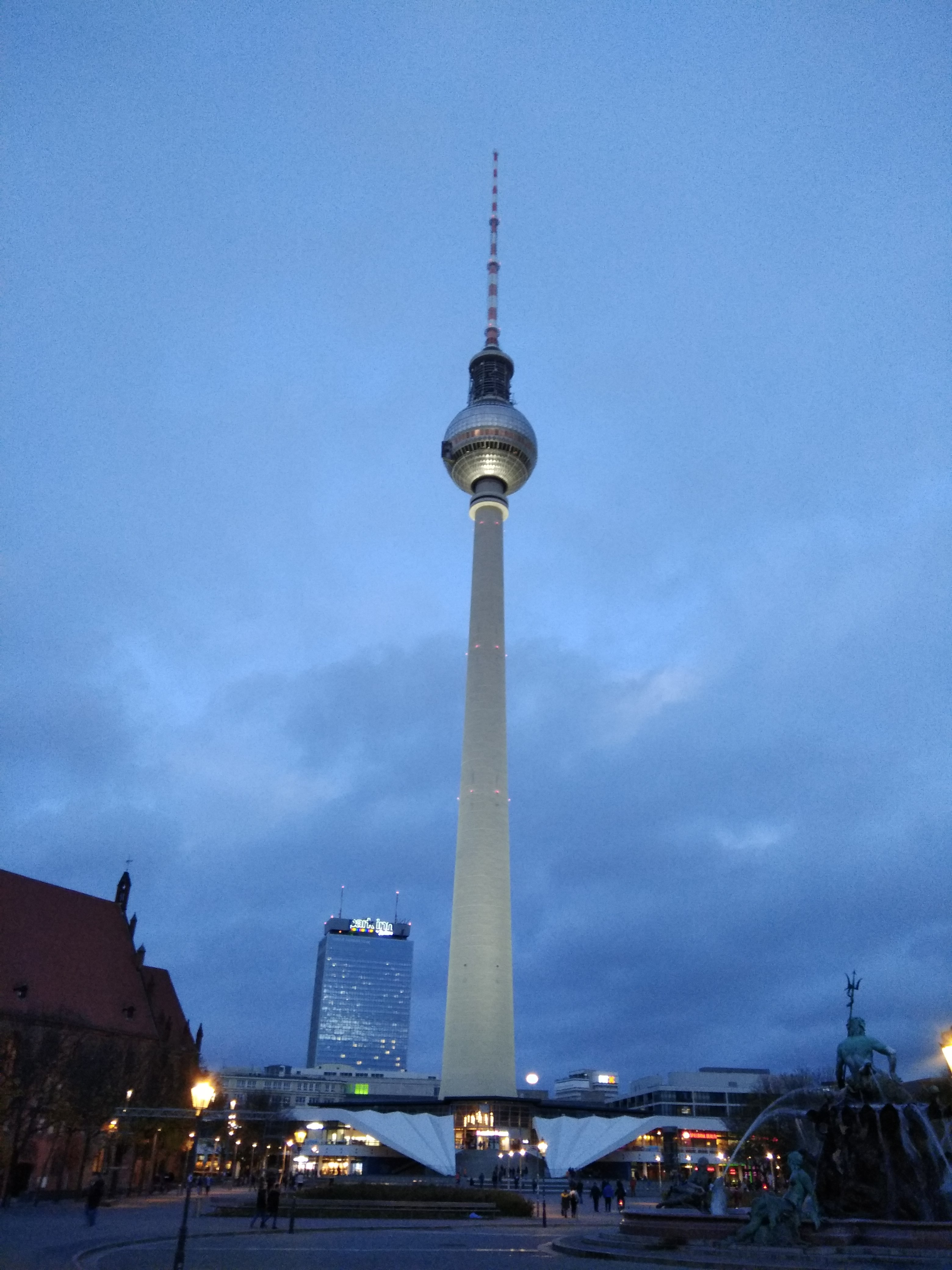
Берлінська телевежа
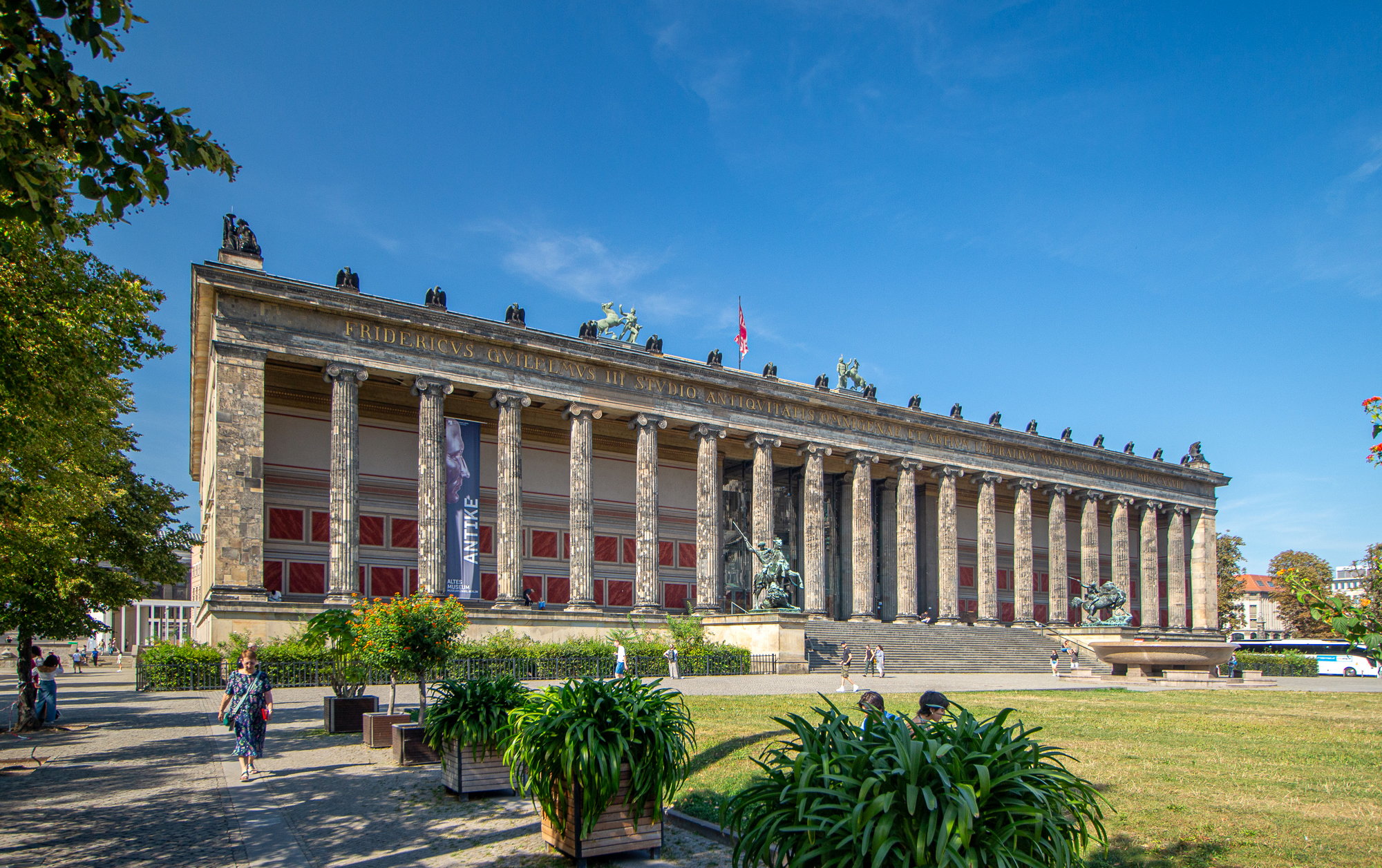
Старий музей
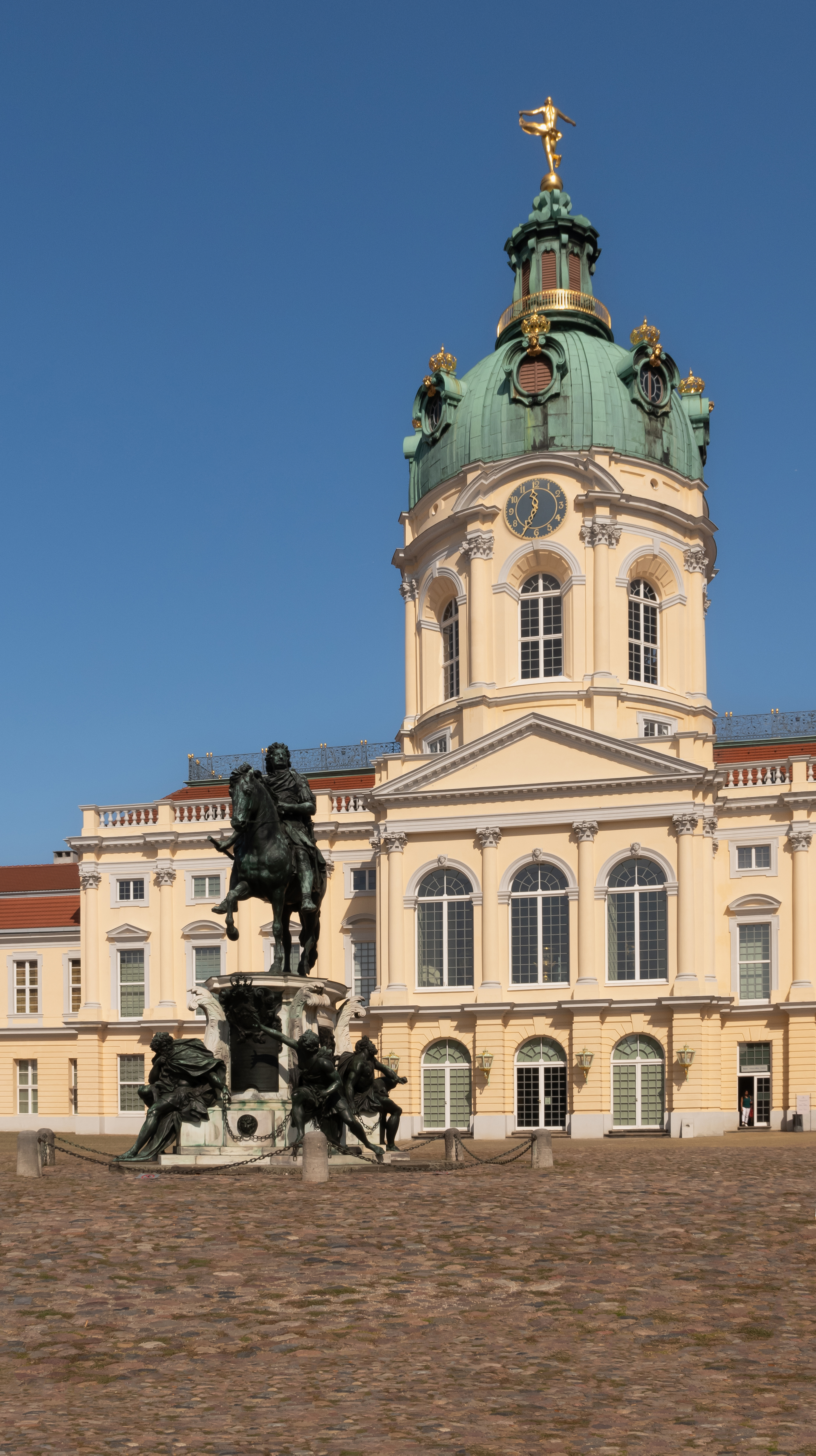
Палац Шарлоттенбург
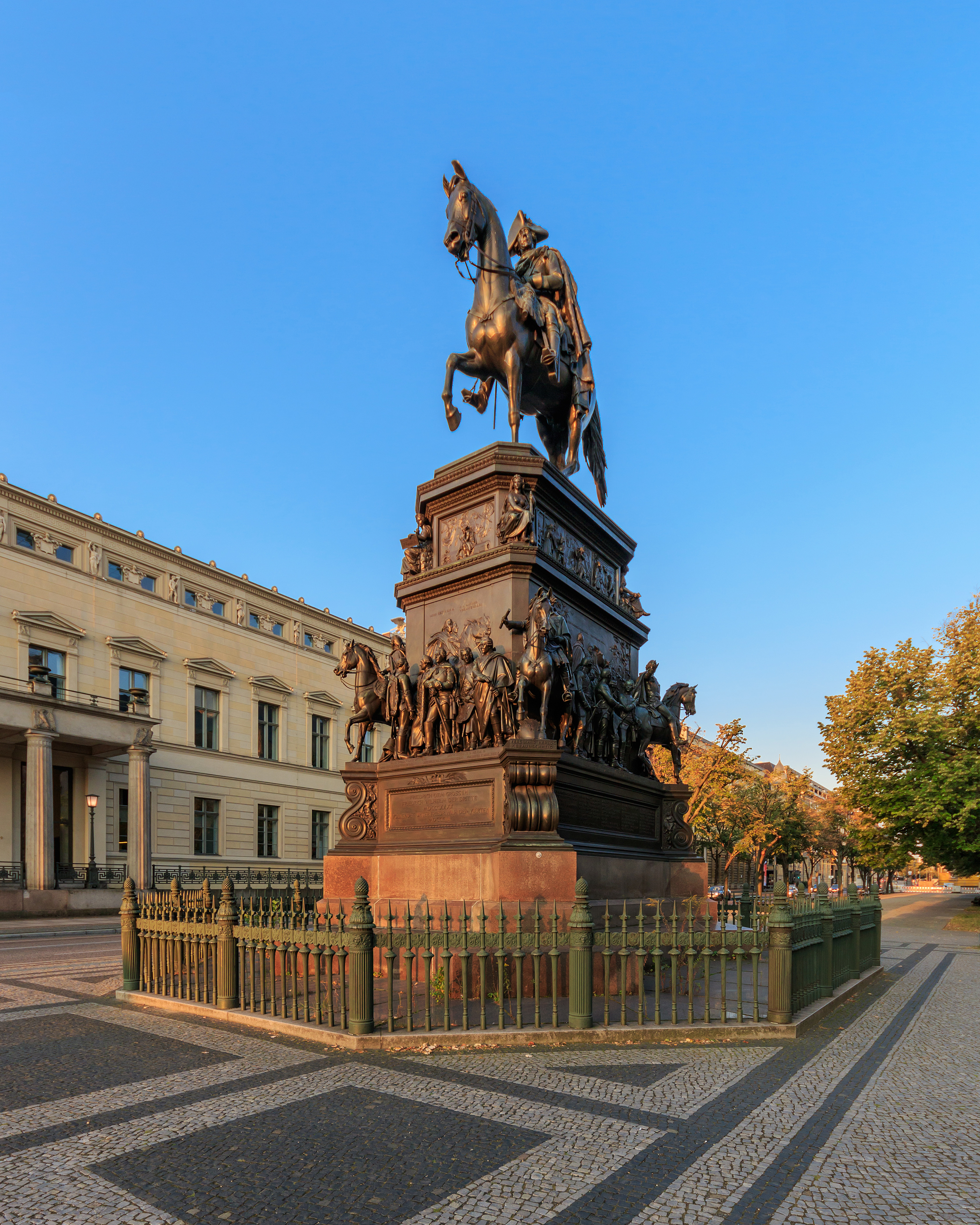
Кінна статуя Фрідріха Великого
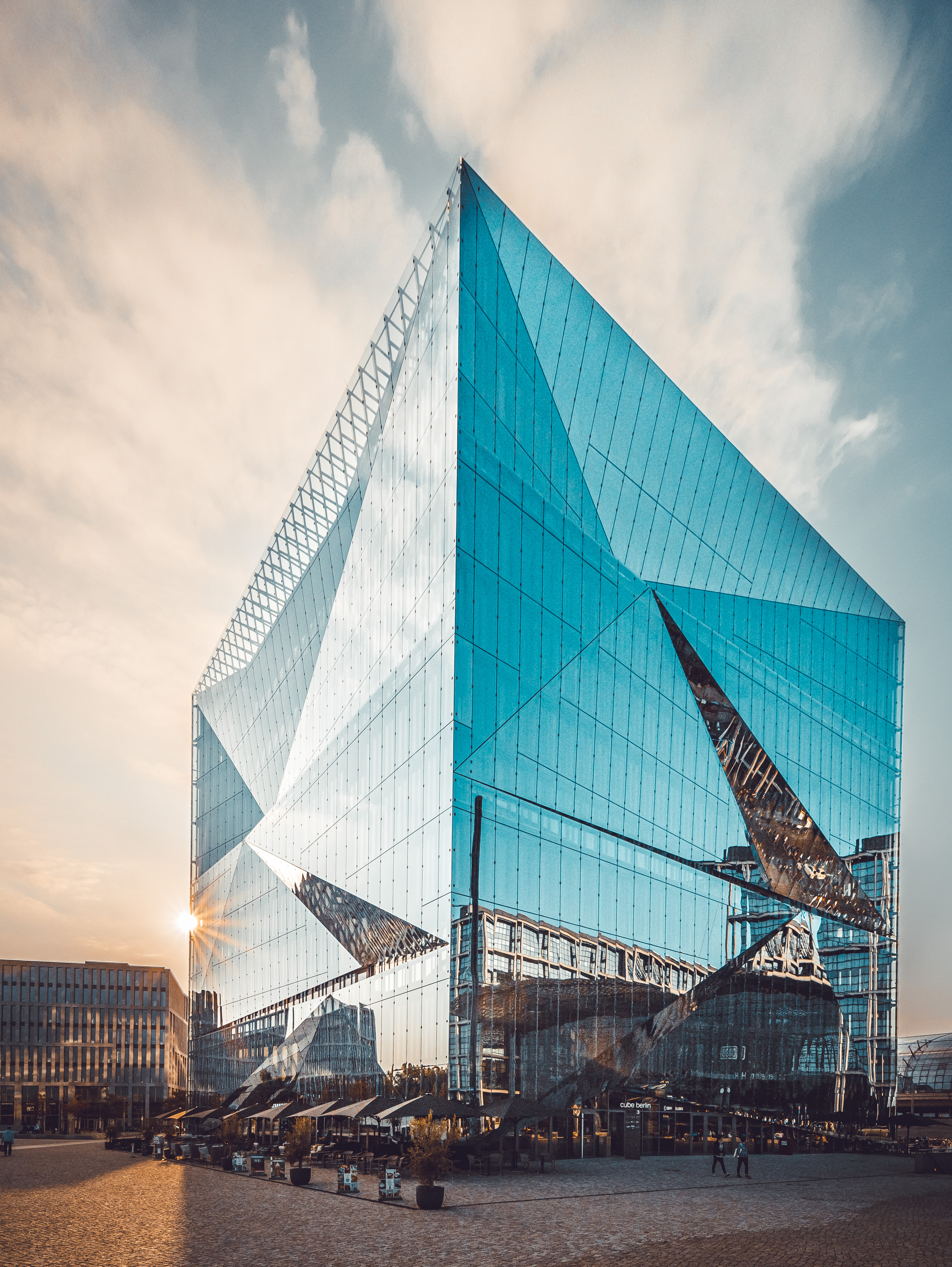
Cube Berlin
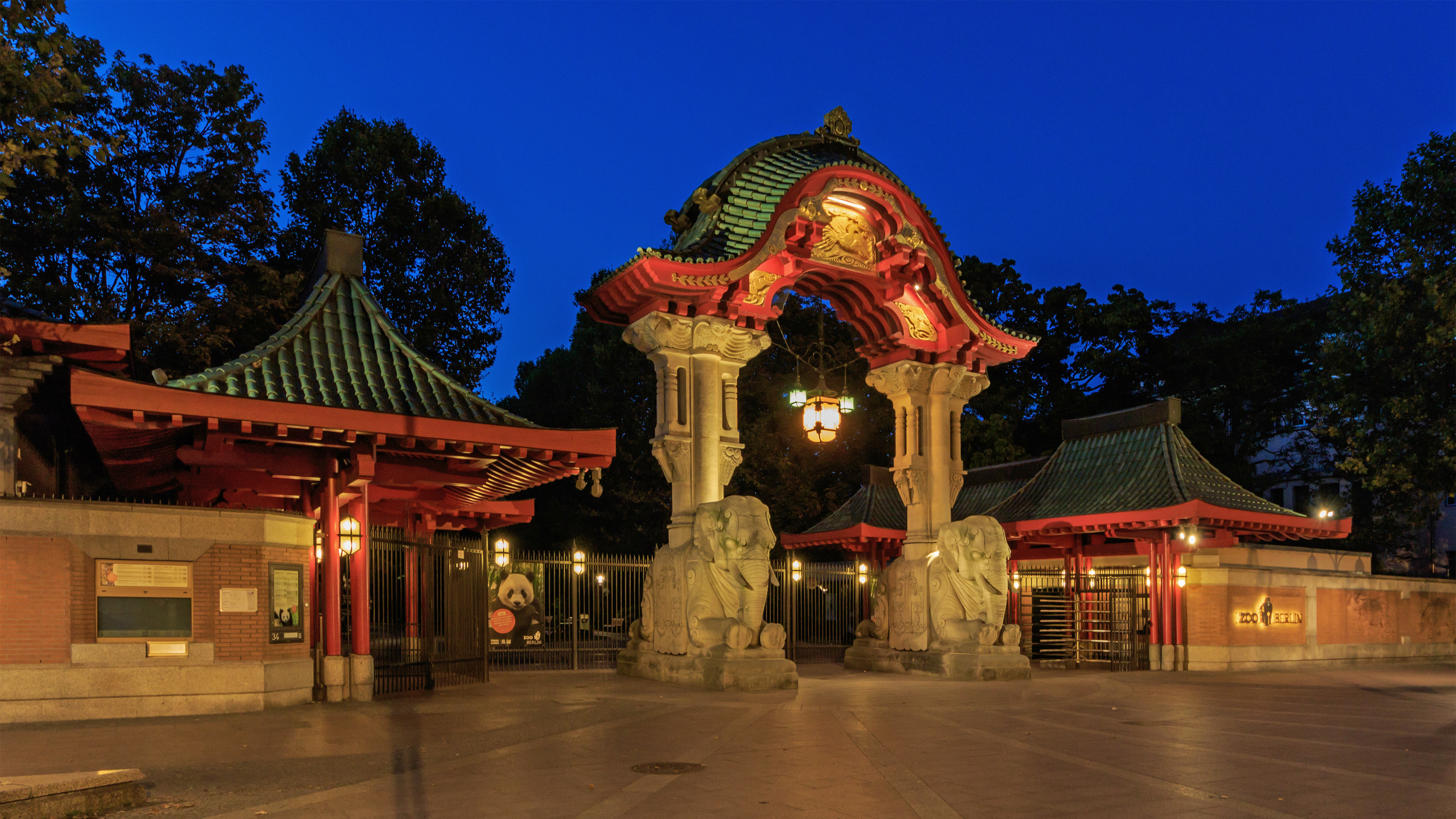
Вхід до Берлінського зоопарку
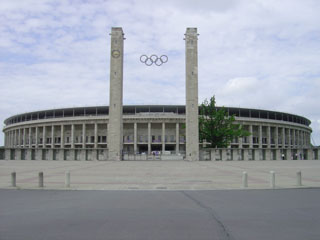
Олімпійський стадіон
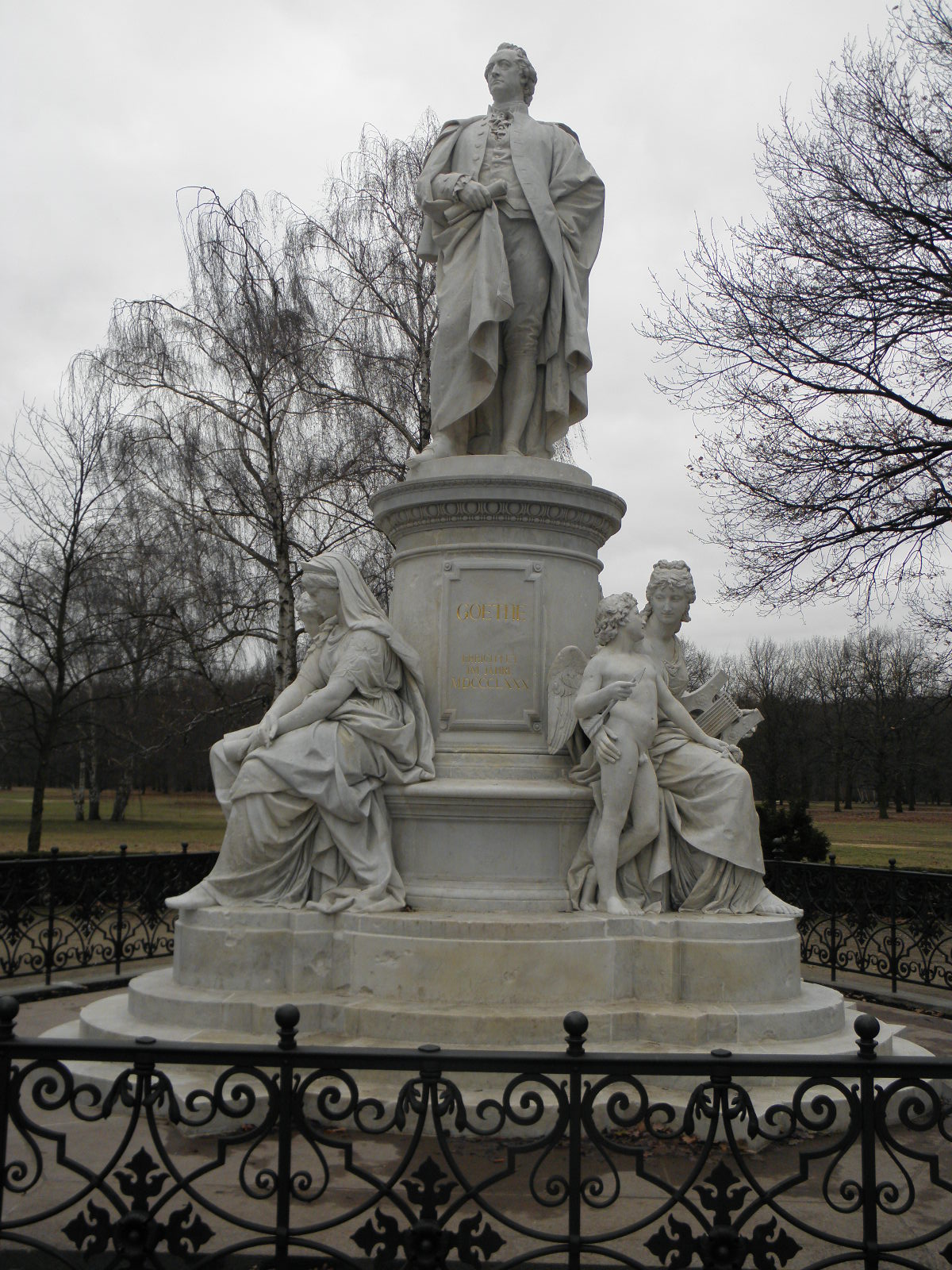
Пам'ятник Йоганну Вольфгангу фон Гете
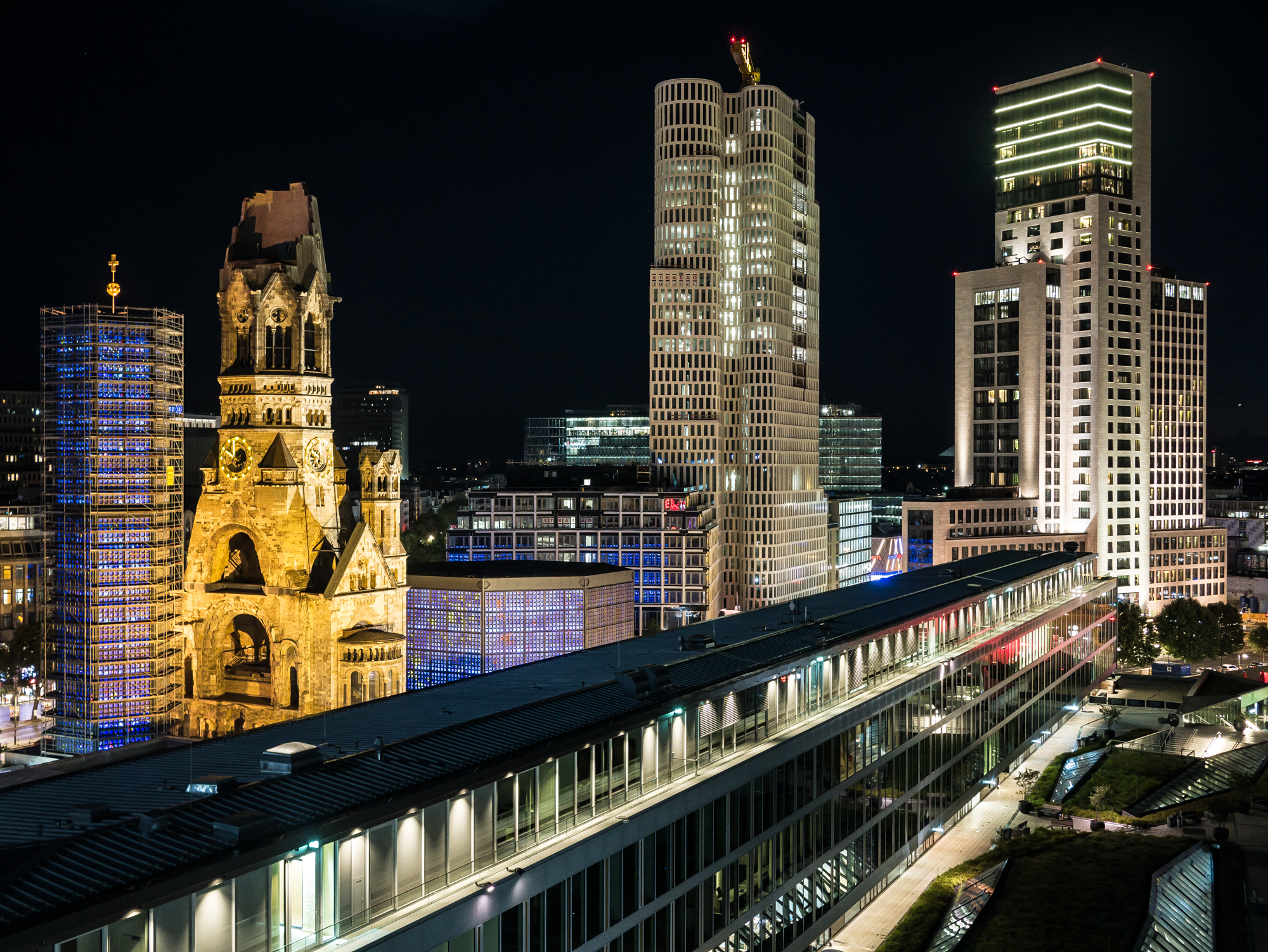
Руїни Церкви кайзера Вільгельма